# Liste der Biografien/Mak
Liste der Biografien |
Portal Biografien |
Personensuche
# |
A |
B |
C |
D |
E |
F |
G |
H |
I |
J |
K |
L |
M |
N |
O |
P |
Q |
R |
S |
T |
U |
V |
W |
X |
Y |
Z |
?
 
Ma |
Mb |
Mc |
Md |
Me |
Mf |
Mg |
Mh |
Mi |
Mj |
Mk |
Ml |
Mm |
Mn |
Mo |
Mp |
Mq |
Mr |
Ms |
Mt |
Mu |
Mv |
Mw |
Mx |
My |
Mz
 
Maa |
Mab |
Mac |
Mad |
Mae |
Maf |
Mag |
Mah |
Mai |
Maj |
Mak |
Mal |
Mam |
Man |
Mao |
Map |
Maq |
Mar |
Mas |
Mat |
Mau |
Mav |
Maw |
Max |
May |
Maz
Die Liste der Biografien führt alle Personen auf, die in der deutschsprachigen Wikipedia einen Artikel haben. Dieses ist eine Teilliste mit 523 Einträgen von Personen, deren Namen mit den Buchstaben „Mak“ beginnt.

## Mak
- Mak Hee Chun (* 1990), malaysischer Badmintonspieler
- Mak Ka Lok (* 1965), chinesisch-macauischer Autorennfahrer
- Mak, Christina (* 1978), chinesische Squashspielerin (Hongkong)
- Mak, Clarence (* 1959), chinesischer Komponist
- Mak, Geert (* 1946), niederländischer Journalist, Publizist und AutorGeert Mak (* 1946)

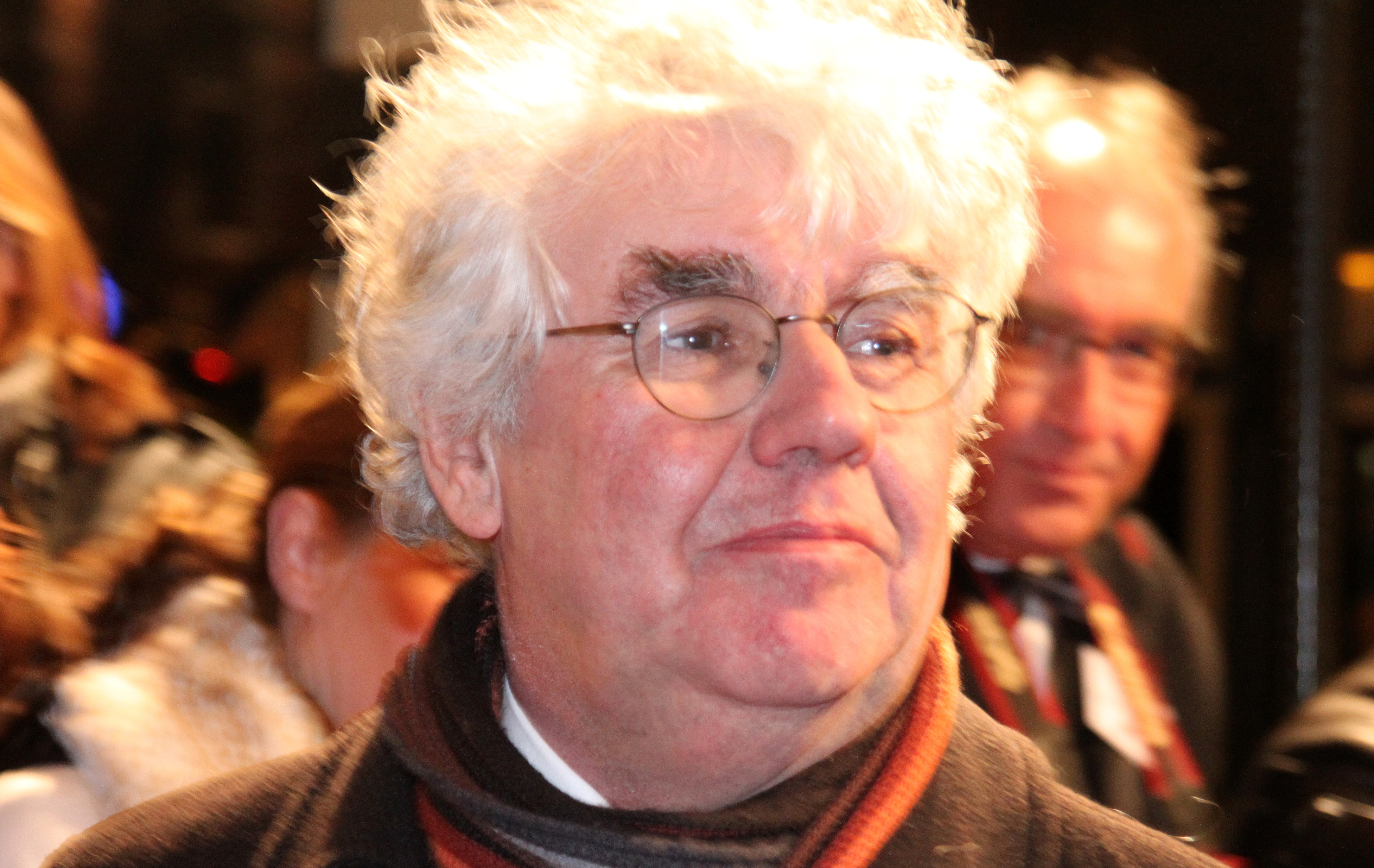
Geert Mak (* 1946)

- Mak, Hannes (* 1982), österreichischer Politiker (ÖVP), Landtagsabgeordneter in Kärnten
- Mak, Jan (* 1945), niederländischer Fußballtrainer
- Mak, Ka Lei (* 1985), chinesische Badmintonspielerin (Macau)
- Mak, Michał (* 1991), polnischer Fußballspieler
- Mak, Nikola (1937–2021), kroatischer Politiker und Verbandsfunktionär
- Mak, Róbert (* 1991), slowakischer Fußballspieler
- Mak, Tak Wah (* 1946), chinesisch-kanadischer Immunbiologe und Krebsforscher
- Mak, Tze Wing (* 1998), hongkong-chinesische Tischtennisspielerin
- Mak, Vinning (* 1995), australische Badmintonspielerin
- Mak, Yull-Win (* 1962), deutscher Komponist und Musiker

### Maka
- Mąka, Anna (* 1992), polnische Biathletin
- Máka, František (* 1968), tschechischer nordischer Kombinierer
- Maka, Jo (1929–1981), guineischer Jazzmusiker
- Maka, Karl (* 1944), chinesischer Schauspieler
- Mąka, Marcin (* 1985), polnischer Nordischer Kombinierer
- Makaay, Roy (* 1975), niederländischer Fußballspieler und jetziger FußballtrainerRoy Makaay (* 1975)

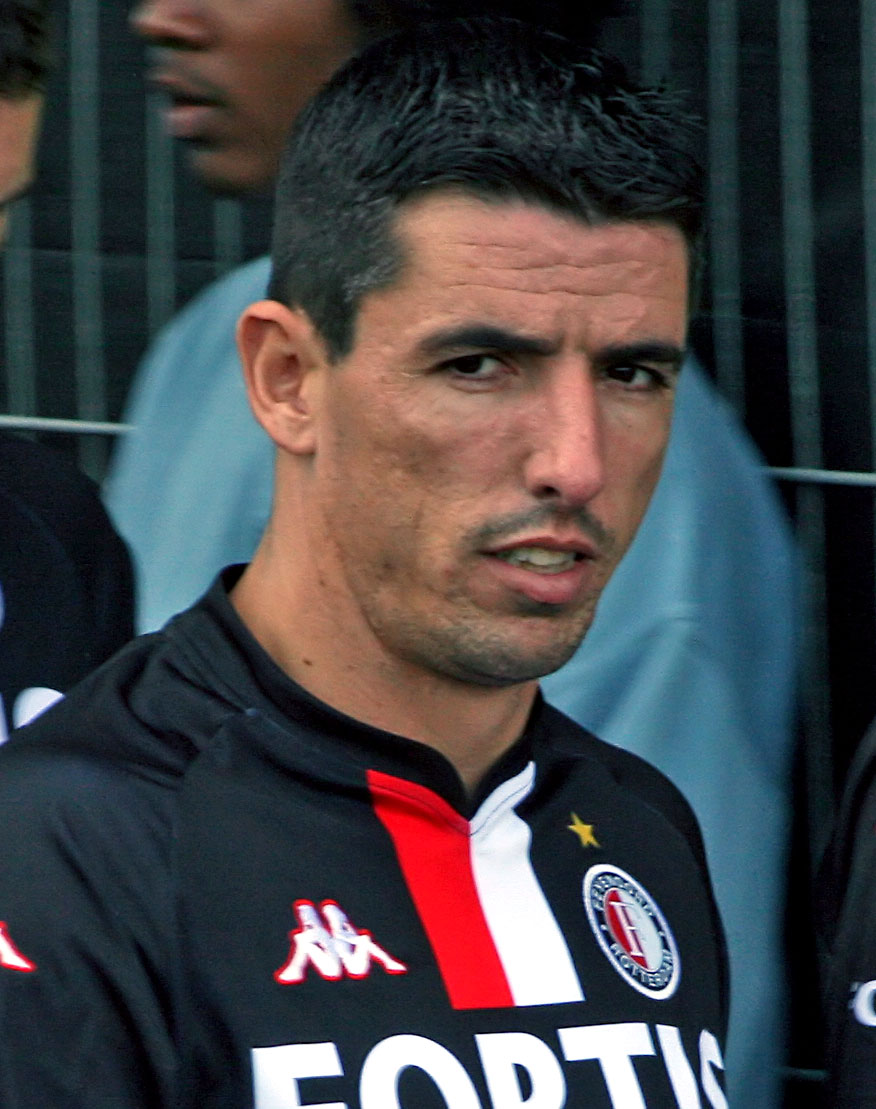
Roy Makaay (* 1975)

- Makabu, Ilunga (* 1987), kongolesischer Boxer
- Makabu-Makalambay, Yves (* 1986), belgisch-kongolesischer Fußballspieler
- Makadji, Soumana (* 1954), malischer Politiker
- Makajonak, Andrej (1920–1982), belarussisch-sowjetischer Dramatiker
- Makal, Mahmut (1930–2018), türkischer Schriftsteller und Verlagsgründer
- Makalima, Akhona (* 1988), südafrikanische Fußballschiedsrichterin
- Makalou, Hamidou (* 2006), malischer Fußballspieler
- Makama, Mamman (* 1946), nigerianischer Sprinter
- Makama, Thuli Brilliance, Anwältin und Umweltaktivistin in Eswatini
- Makamba, January (* 1974), tansanischer Politiker, Außenminister
- Makamba, Zororo (1990–2020), simbabwischer Journalist und Moderator
- Makan, Hans-Peter (* 1960), deutscher Fußballspieler
- Makan, Jürgen (* 1960), deutscher Fußballspieler
- Makan, Keeril (* 1972), US-amerikanischer Komponist und Musikpädagoge
- Makana, Anthony Lino, südsudanesischer Politiker
- Makana, Axl, deutscher Musiker
- Makanaki (* 1983), brasilianischer Fußballspieler
- Makanaky, Cyrille (* 1965), kamerunischer Fußballspieler
- Makanda, Jabez (* 2001), deutsch-angolischer Fußballspieler
- Makani, Julie (* 1970), tansanische Medizinerin und Hochschullehrerin
- Makanin, Wladimir Semjonowitsch (1937–2017), sowjetischer und russischer Schriftsteller
- Makanju, Victor (* 1985), nigerianischer Badmintonspieler
- Makanza, Marina (* 1991), französische Fußballspielerin
- Makar (* 1998), belgischer RapperMakar (* 1998)

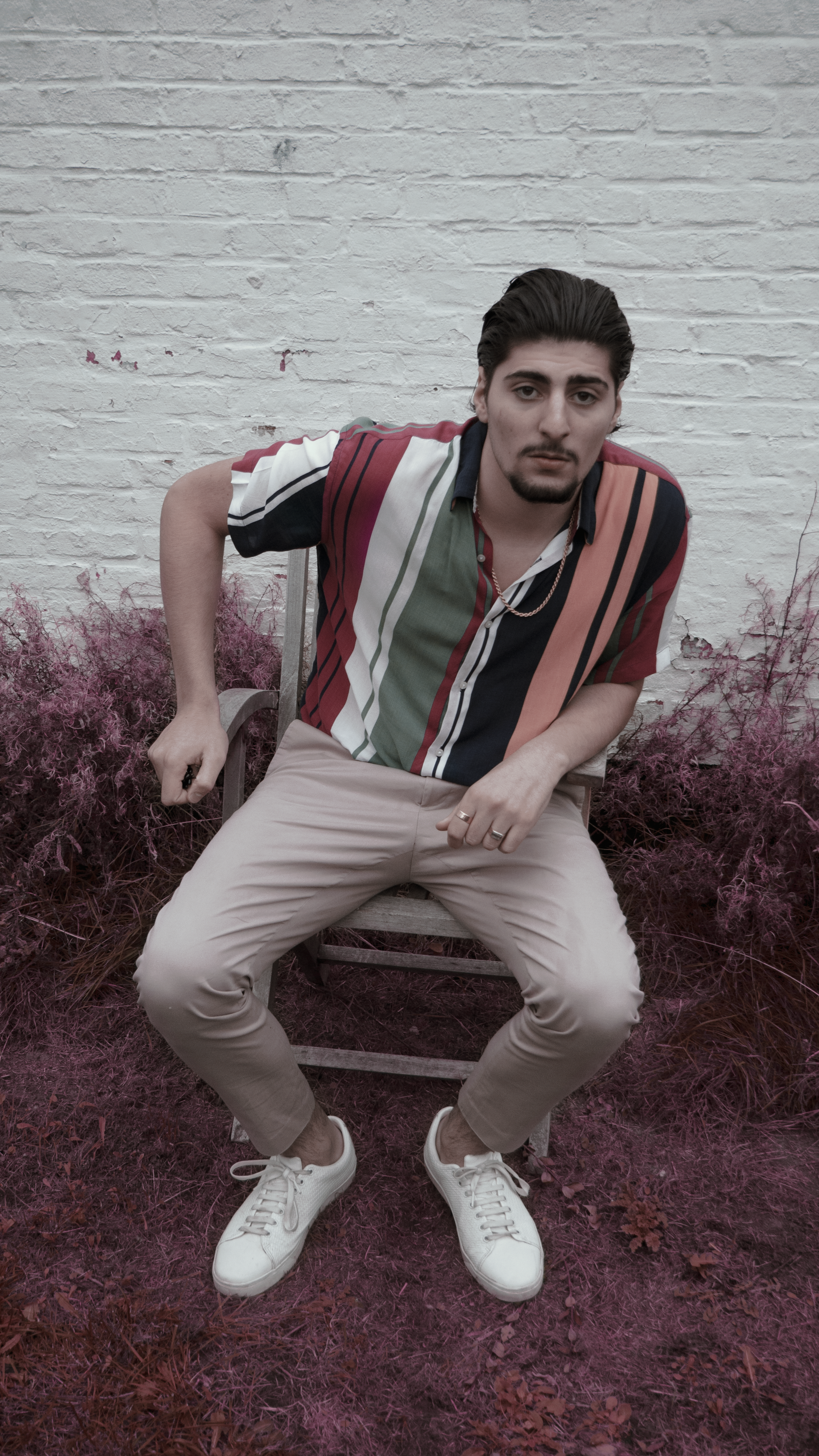
Makar (* 1998)

- Makar I. (1813–1891), Katholikos der Armenischen Apostolischen Kirche
- Makar, Cale (* 1998), kanadischer Eishockeyspieler
- Makar, Damla (* 1996), türkische Schauspielerin
- Makar, Morena (* 1985), kroatische Snowboarderin
- Makar, Oksana (1993–2012), ukrainisches Vergewaltigungs- und Mordopfer
- Mäkäräinen, Kaisa (* 1983), finnische BiathletinKaisa Mäkäräinen (* 1983)

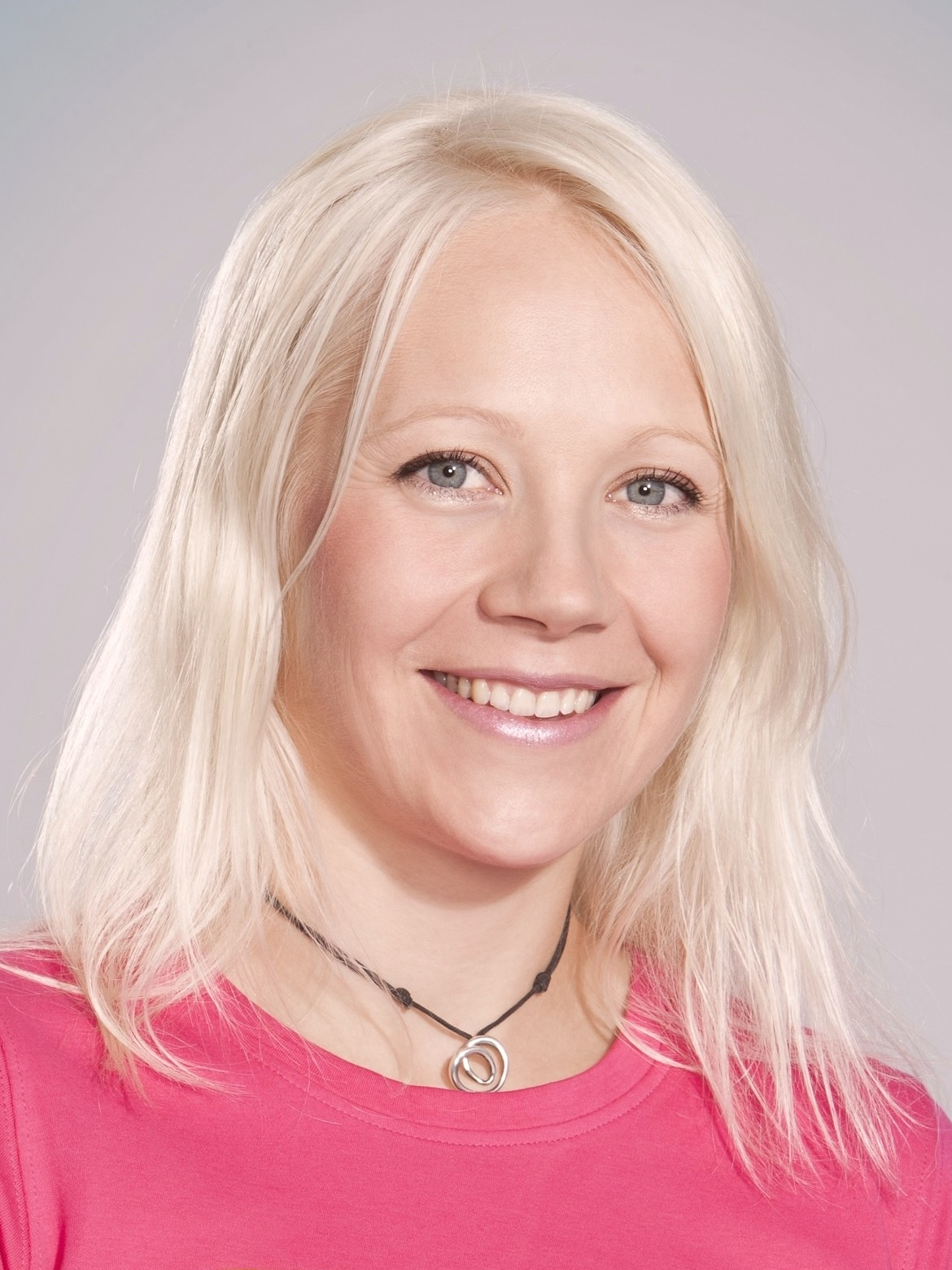
Kaisa Mäkäräinen (* 1983)

- Makarakiza, André (1919–2004), burundischer Ordensgeistlicher und römisch-katholischer Erzbischof von Gitega
- Makarau, Ihar (* 1979), belarussischer Judoka
- Makarawu, Tapiwanashe (* 2000), simbabwischer Leichtathlet
- Makarczyk, Jerzy (* 1938), polnischer Rechtswissenschaftler, Richter am Europäischen Gerichtshof, Richter am Europäischen Gerichtshof für Menschenrechte
- Makarczyk, Kazimierz (1901–1972), polnischer Schachmeister
- Makarenko, Aleksandr (* 1990), belarussischer Gewichtheber
- Makarenko, Alina Andrejewna (* 1995), russische Rhythmische Sportgymnastin
- Makarenko, Andrij (1885–1963), ukrainischer Politiker
- Makarenko, Anton (* 1988), ukrainischer Fußballspieler
- Makarenko, Anton Semjonowitsch (1888–1939), sowjetischer Pädagoge und Autor
- Makarenko, Artjom Wladimirowitsch (* 1997), russischer Zehnkämpfer und Hürdenläufer
- Makarenko, Darja Alexejewna (* 1992), russische Fußballspielerin
- Makarenko, Jewgeni Michailowitsch (* 1975), russischer Boxer
- Makarenko, Jewhenij (* 1991), ukrainischer Fußballspieler
- Makarenko, Mykola (1877–1938), ukrainischer Archäologe und Kunsthistoriker
- Makarenko, Serhij (* 1937), sowjetischer Kanute
- Makarewicz, Cheryl, US-amerikanische Archäozoologin
- Makarewicz, Nicole (* 1976), österreichische Autorin und Journalistin
- Makarewitsch, Konstantin (1922–2017), sowjetischer und kasachischer Glaziologe
- Makarewski, Alexander Iwanowitsch (1904–1979), russischer Physiker, Luftfahrtingenieur und Hochschullehrer
- Makarezos, Nikolaos (1919–2009), griechischer Offizier
- Makarfi, Ahmed (* 1956), nigerianischer Politiker
- Makari Iwanow (1788–1860), russischer Mönch, Starez in Optina Pustyn
- Makarian, Elvina (1947–2007), armenische Jazzsängerin, Songwriterin und Musikerin
- Makaridse, Giorgi (* 1990), georgischer Fußballtorhüter
- Makarij von Moskau († 1563), Patriarchat von Moskau und der ganzen Rus und Heiliger der russisch-orthodoxen Kirche
- Makarije, Buchdrucker und Begründer des serbischen und rumänischen Buchdrucks
- Makarim, Zacky Anwar (* 1948), indonesischer Offizier
- Makarios der Ägypter, Schüler von Antonius dem Großen, Wüstenvater
- Makarios I., Bischof von Jerusalem (ab 313)
- Makarios II. Moskwitjanin († 1556), orthodoxer Metropolit von Kiew, Halitsch und der ganzen Rus (1534–1556)
- Makarios III. (1913–1977), griechisch-zypriotischer Geistlicher und PolitikerMakarios III. (1913–1977)

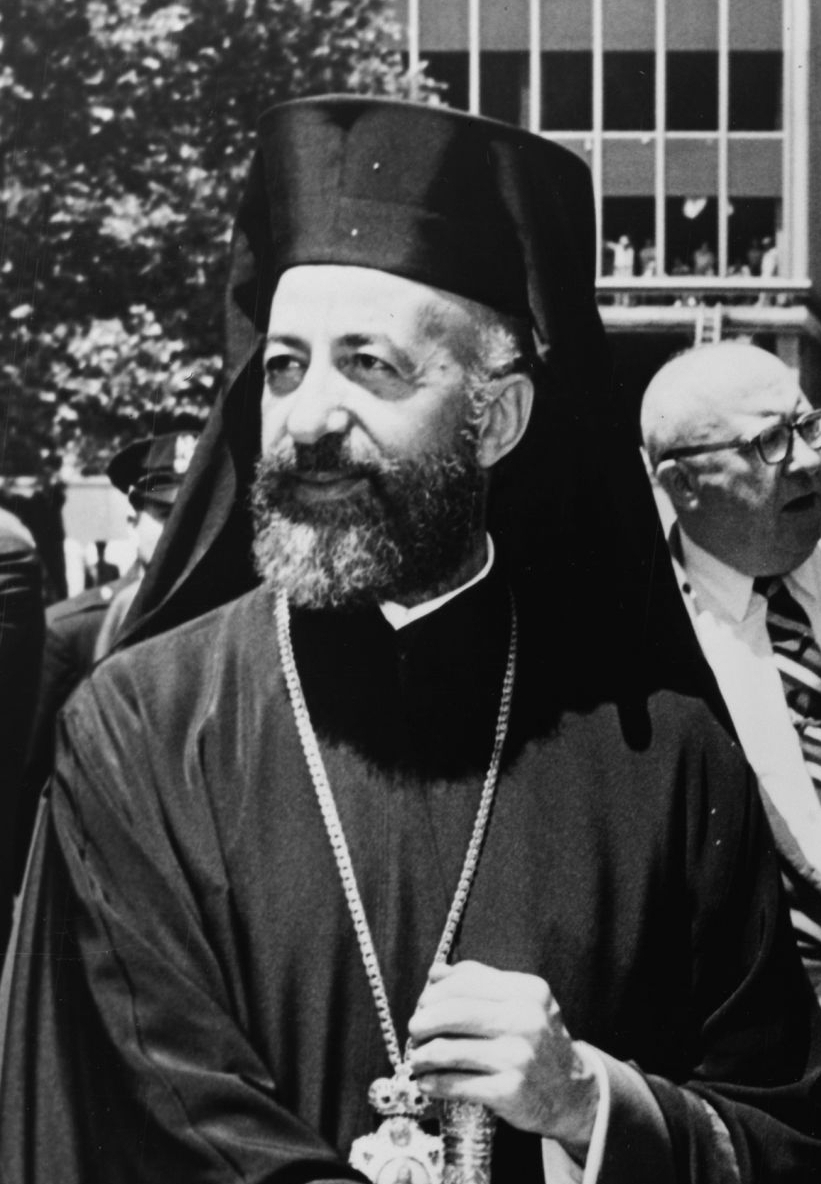
Makarios III. (1913–1977)

- Makarios Magnes, Verfasser einer Apologie des Christentums
- Makarios von Korinth (1731–1805), orthodoxer Bischof von Korinth
- Makarius der Schotte († 1153), Benediktiner und erster Abt im Schottenkloster St. Jakob in Würzburg
- Makarius I. (1816–1882), russischer Bischof, Metropolit und Hochschullehrer
- Makarius III. (1872–1945), Papst von Alexandrien und Patriarch des Stuhles vom Heiligen Markus (Koptische Kirche)
- Makarov, Alexander (1888–1973), russisch-deutscher Rechtsgelehrter
- Makarov, Denis (* 1986), deutscher Boxer
- Makarov, Leonid (1913–1990), russischer Tischtennisfunktionär
- Makarov, Nikolai (* 1952), deutscher Maler mit russisch-deutscher Sozialisation
- Makarová, Alexandra (* 1985), slowakisch-österreichische Drehbuchautorin und Regisseurin
- Makarova, Elena (* 1971), Schweizer Erziehungswissenschaftlerin
- Makarová, Saša (* 1966), österreichisch-slowakische Malerin
- Makarovič, Svetlana (* 1939), slowenische Dichterin, Schriftstellerin, Schauspielerin und Illustratorin
- Makarow, Alexander Alexandrowitsch (1857–1918), russischer Politiker
- Makarow, Alexander Alexejewitsch (* 1966), russischer Physiker
- Makarow, Alexander Fjodorowitsch (* 1951), sowjetischer Leichtathlet
- Makarow, Andrei Olegowitsch (* 1993), russischer Eishockeytorwart
- Makarow, Bogdan (* 1992), russischer Metal-Musiker und Multiinstrumentalist
- Makarow, Denis Jewgenjewitsch (* 1998), russischer Fußballspieler
- Makarow, Denis Nikolajewitsch (* 1983), russischer Eishockeyspieler
- Makarow, Dmitri Leonidowitsch (* 1983), russischer Eishockeyspieler
- Makarow, Igor Sergejewitsch (* 1987), russischer Eishockeyspieler
- Makarow, Konstantin Leonidowitsch (* 1985), russischer Eishockeyspieler
- Makarow, Konstantin Walentinowitsch (1931–2011), sowjetisch-russischer Flottenadmiral
- Makarow, Marat Anatoljewitsch (1963–2023), russischer Schachmeister
- Makarow, Maxim Sergejewitsch (* 1995), russischer und moldawischer Biathlet
- Makarow, Michail (* 1984), deutscher Bobfahrer
- Makarow, Michail Warfolomejewitsch (* 1915), sowjetischer Romanist und Offizier des sowjetischen Militär-Nachrichtendienstes GRU
- Makarow, Nikolai Artamonowitsch (* 1958), sowjetischer Radsportler
- Makarow, Nikolai Fjodorowitsch (1914–1988), russischer Waffenkonstrukteur
- Makarow, Nikolai Georgijewitsch (* 1955), russischer Mathematiker
- Makarow, Nikolai Jegorowitsch (* 1949), russischer Generalstabschef
- Makarow, Oleg Grigorjewitsch (1933–2003), sowjetischer Ingenieur und Kosmonaut
- Makarow, Oleg Witaljewitsch (* 1962), russischer Eiskunstläufer
- Makarow, Pawel (1919–1963), russisch-französischer Fußballspieler
- Makarow, Sergei Afanassjewitsch (* 1952), russischer Offizier
- Makarow, Sergei Alexandrowitsch (* 1973), russischer Speerwerfer
- Makarow, Sergei Michailowitsch (* 1958), russischer Eishockeyspieler
- Makarow, Stepan Ossipowitsch (1849–1904), russischer Admiral und PolarforscherStepan Ossipowitsch Makarow (1849–1904)

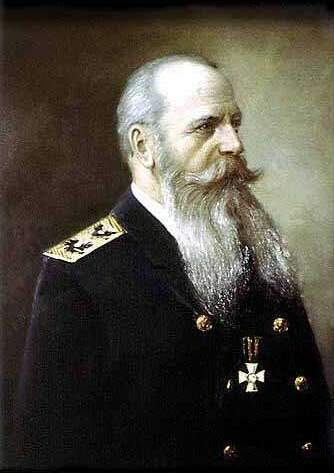
Stepan Ossipowitsch Makarow (1849–1904)

- Makarow, Waleri Leonidowitsch (* 1937), russischer Ökonom, Mathematiker und Hochschullehrer
- Makarow, Wassili Pawlowitsch, sowjetischer Biathlet
- Makarow, Witali Walerjewitsch (* 1974), russischer Judoka
- Makarowa, Aljona Sergejewna (* 1994), russische und moldawische Biathletin
- Makarowa, Inna Wladimirowna (1926–2020), sowjetische und russische Filmschauspielerin
- Makarowa, Jekaterina Eduardowna (* 2001), russische Tennisspielerin
- Makarowa, Jekaterina Walerjewna (* 1988), russische TennisspielerinJekaterina Walerjewna Makarowa (* 1988)

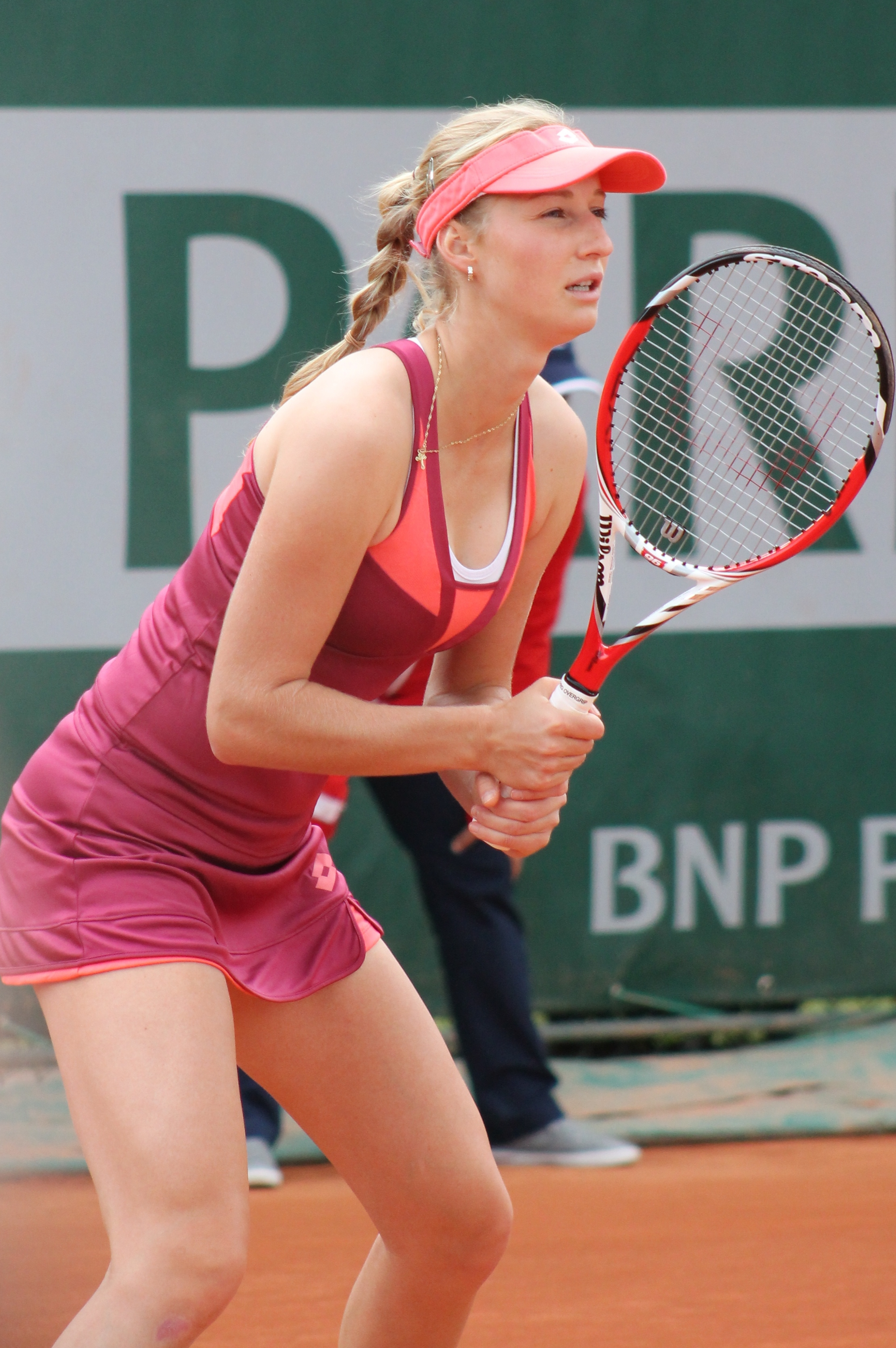
Jekaterina Walerjewna Makarowa (* 1988)

- Makarowa, Jekaterina Wladimirowna (* 1996), russische Tennisspielerin
- Makarowa, Jelena Alexejewna (* 1973), russische Tennisspielerin
- Makarowa, Julija Sergejewna (* 1981), russische Biathletin
- Makarowa, Natalja Romanowna (* 1940), russische Balletttänzerin
- Makarowa, Nina Wladimirowna (1908–1976), russische Komponistin
- Makarowa, Tamara Fjodorowna (1907–1997), sowjetische Schauspielerin und Schauspiellehrerin
- Makarowa, Tatjana Iwanowna (1930–2009), sowjetisch-russische Mediävistin
- Makarowa, Tatjana Petrowna (1920–1944), sowjetische Bomberpilotin
- Makarowa, Xenija Olegowna (* 1992), russische Eiskunstläuferin
- Makarski, Stilijan (* 1985), bulgarischer Badmintonspieler
- Makart, Hans (1840–1884), österreichischer Maler und Dekorationskünstler der Ringstraßenepoche
- Makartschuk, Artjom Jewgenjewitsch (* 1995), russischer Fußballspieler
- Makary, Joan (* 1993), libanesische Leichtathletin
- Makarytschew, Sergei Jurjewitsch (* 1953), russischer Schachspieler
- Makas, Lisa (* 1992), österreichische Fußballspielerin
- Makasi, Duke (1941–1993), südafrikanischer Jazzmusiker (Tenorsaxophon)
- Makasini, Tevita (* 1976), tongaischer Fußballschiedsrichter-Assistent
- Makasy, Florian (1790–1878), böhmischer Bergbauunternehmer und Direktor, k. k. Postmeister und Halter, Stadtrat und Schulaufseher
- Makatisi, Mokulubete Blandina (* 1995), lesothische Leichtathletin
- Makatounakis, Antonis (* 2003), griechischer Fußballspieler
- Makatsch, Heike (* 1971), deutsche Schauspielerin, Sängerin, Synchronsprecherin, Autorin, Hörbuchsprecherin und FernsehmoderatorinHeike Makatsch (* 1971)

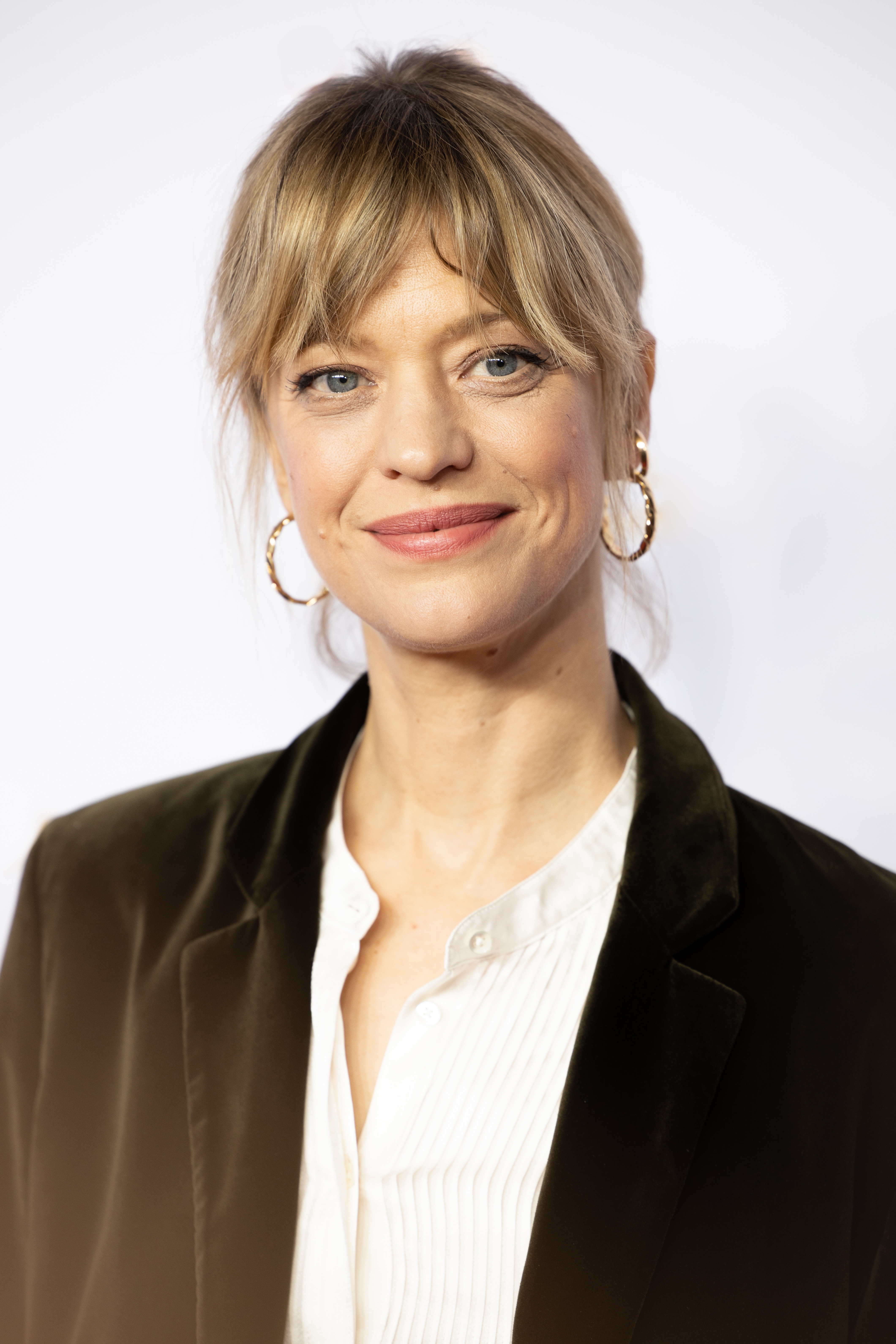
Heike Makatsch (* 1971)

- Makatsch, Rainer (* 1946), deutscher Eishockeytorwart
- Makatsch, Wolfgang (1906–1983), deutscher Ornithologe und Autor von Vogelbestimmungsbüchern
- Makau, Peter Munguti (* 1975), kenianischer römisch-katholischer Geistlicher, Bischof von Isiolo
- Makauskaitė, Viltė (* 1993), litauische Volleyball- und Beachvolleyballspielerin
- Makavejev, Dušan (1932–2019), jugoslawischer Filmregisseur
- Makawan Koedanan (* 1997), thailändischer Fußballspieler
- Makay, Árpád (1911–2004), ungarischer Kameramann
- Makaya Loembe, Jean-Claude (* 1954), kongolesischer Geistlicher und emeritierter römisch-katholischer Bischof von Pointe-Noire
- Makazaria, Georgij Alexandrowitsch (* 1974), österreichischer Musiker und Schauspieler

### Makb
- Makbul Ibrahim Pascha († 1536), Großwesir im Osmanischen Reich

### Makd
- Makdisi, Nadim (1921–2007), US-amerikanisch-libanesischer Journalist und Herausgeber
- Makdisi, Ussama (* 1968), palästinensisch-amerikanischer Historiker
- Makdissi, Dschihad, syrischer Politiker

### Make
- Makeba, Bongi (1950–1985), südafrikanische Sängerin und Songwriterin
- Makeba, Miriam (1932–2008), südafrikanische SängerinMiriam Makeba (1932–2008)

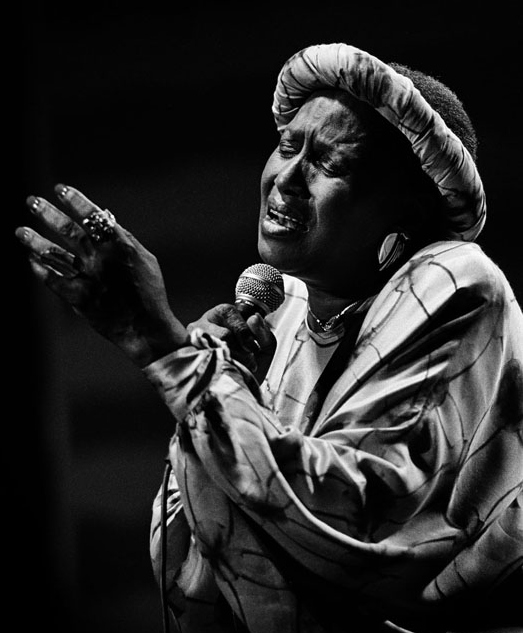
Miriam Makeba (1932–2008)

- Makeche, Ndumba (* 1992), australisch-sambischer Fußballspieler
- Makeda (* 1990), deutsche Sängerin
- Makedonios II. († 517), Patriarch von Konstantinopel
- Makedonski, Christo (1834–1916), bulgarischer Revolutionär, Wojwode, Freiheitskämpfer
- Makeham, Eliot (1882–1956), britischer Theater- und Filmschauspieler
- Makej, Uladsimir (1958–2022), belarussischer Politiker und Diplomat
- Makejew, Andrei Genijewitsch (1952–2021), sowjetischer Basketballspieler
- Makejew, Oleksij (* 1975), ukrainischer DiplomatOleksij Makejew (* 1975)

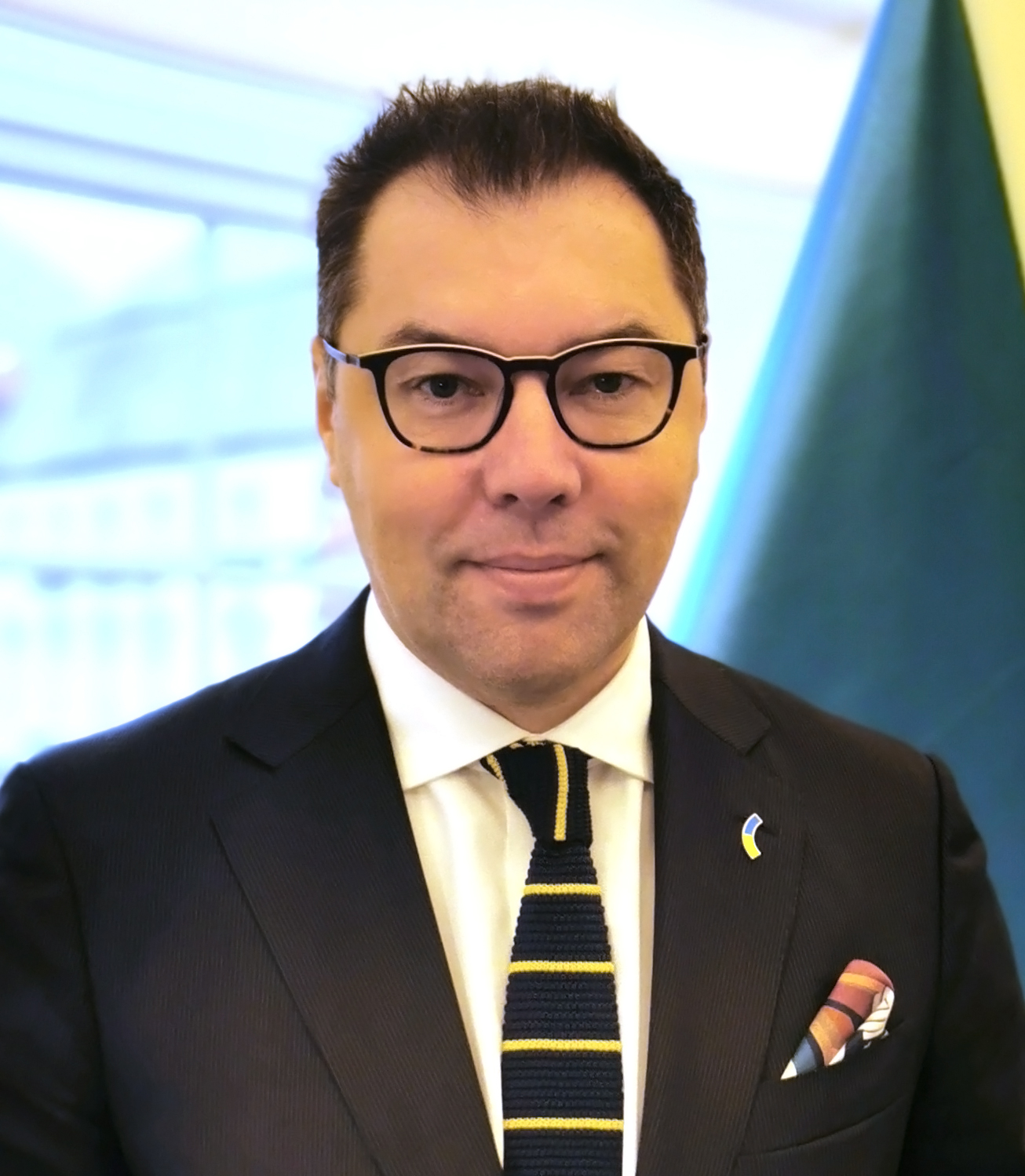
Oleksij Makejew (* 1975)

- Makejew, Wiktor Petrowitsch (1924–1985), sowjetischer Raketenkonstrukteur
- Makejew, Wladimir (* 1957), sowjetischer Skirennläufer
- Makejewa, Ksenija Wladimirowna (* 1990), russische Handballspielerin
- Makel, Hubert (1945–2019), deutscher Fußballtorhüter
- Mäkelä, Antti K. (1913–1939), finnischer Verleger, Übersetzer und Schriftsteller
- Mäkelä, Hannu (* 1949), finnischer Sprinter
- Mäkelä, Juho (* 1983), finnischer Fußballspieler
- Mäkelä, Jussi (* 1977), finnischer Biathlet
- Mäkelä, Klaus (* 1996), finnischer Cellist und Dirigent
- Mäkelä, Kristiina (* 1992), finnische Dreispringerin
- Mäkelä, Marjut (* 1987), finnische Unihockeyspielerin
- Mäkelä, Mikko (* 1965), finnischer Eishockeyspieler
- Mäkelä, Mikko (* 1989), finnisch-britischer Regisseur und Drehbuchautor
- Mäkelä, Mirja (* 1968), finnische Jazzmusikerin (Gesang, Komposition)
- Mäkelä, Pauliina (* 1980), finnische Comiczeichnerin
- Mäkelä, Pirjo (1930–2011), finnische Medizinerin, Entwicklerin von Impfstoffen
- Mäkelä, Tapio (1926–2016), finnischer Skilangläufer
- Mäkelä, Tomi (* 1964), finnischer Musikwissenschaftler und Hochschullehrer
- Mäkelä, Väinö (1921–1982), finnischer Langstreckenläufer
- Mäkelä, Wille (* 1974), finnischer Curler
- Mäkelä-Nummela, Satu (* 1970), finnische Sportschützin
- Makélélé, Claude (* 1973), französischer FußballspielerClaude Makélélé (* 1973)

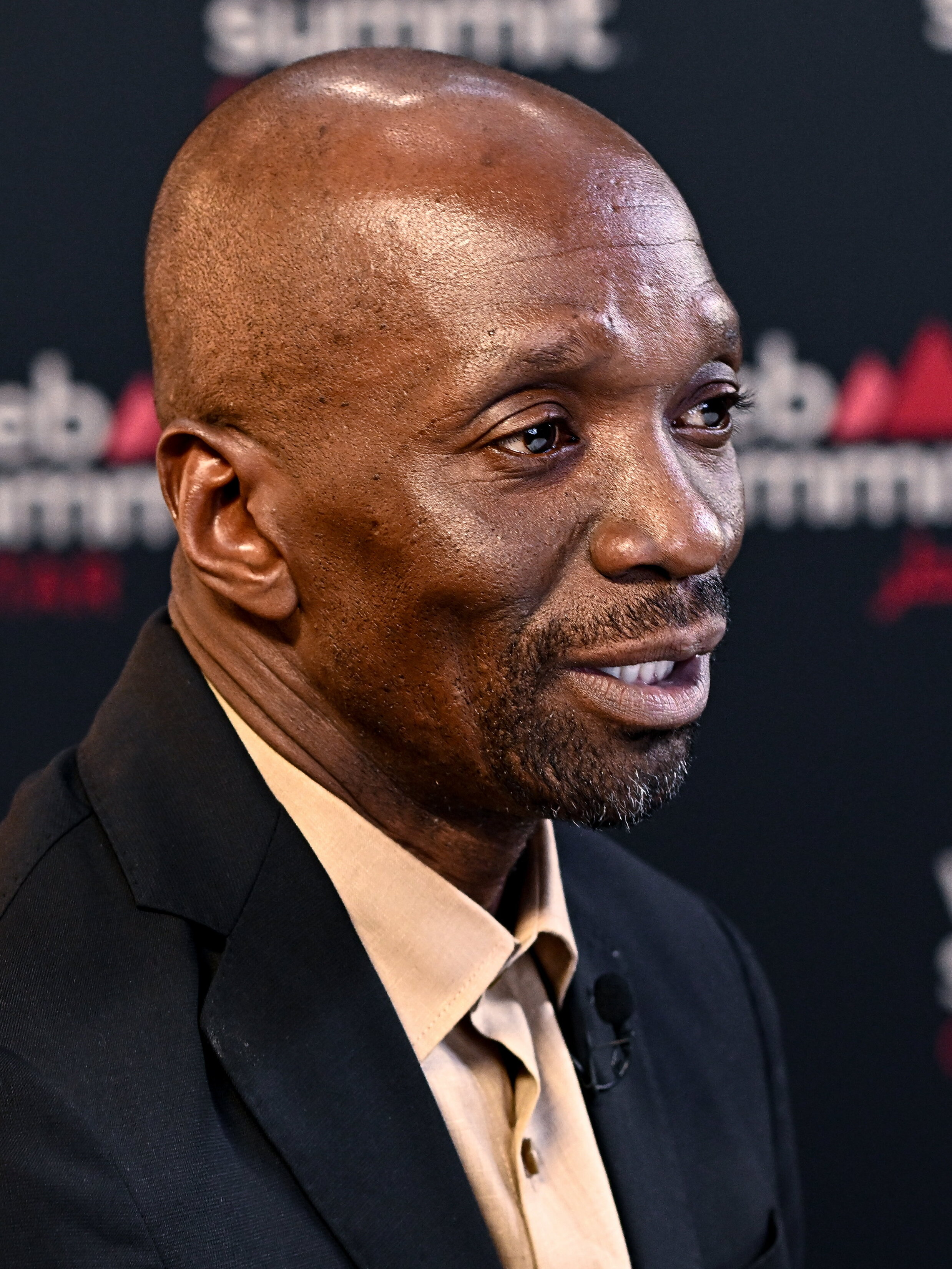
Claude Makélélé (* 1973)

- Mäkeler, Hendrik (* 1979), deutscher Numismatiker
- Makelis, Edvardas (* 1954), litauischer Agronom und Politiker
- Mäkelt, Arthur (1881–1971), deutscher Architekt und Hochschullehrer
- Makem, Tommy (1932–2007), nordirischer Sänger und Musiker
- Makendschiew, Miltscho (* 1989), bulgarischer Fußballspieler
- Makenga, Sultani (* 1973), kongolesischer Warlord
- Makengo, Jean-Victor (* 1998), französischer Fußballspieler
- Makengo, Jordy (* 2001), französisch-kongolesischer FußballspielerJordy Makengo (* 2001)

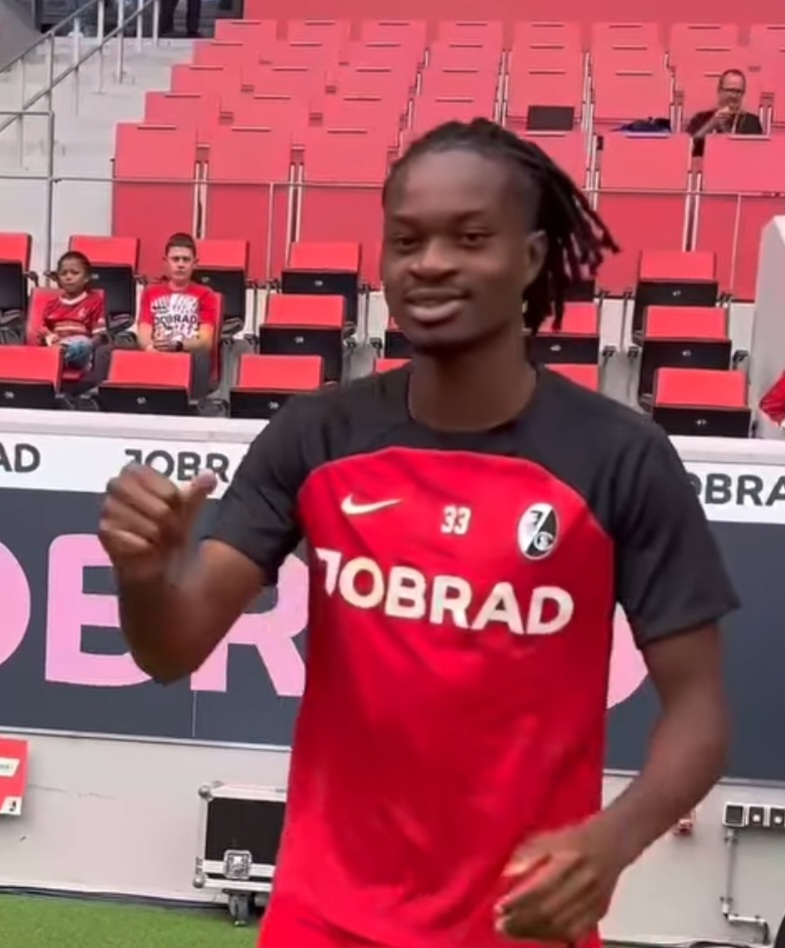
Jordy Makengo (* 2001)

- Makeprange, Ernst (* 1911), deutscher DBD-Funktionär, MdV
- Makepula, Masibulele (* 1973), südafrikanischer Boxer im Halbfliegengewicht
- Maker, Greg, US-amerikanischer Jazzmusiker
- Maker, Thon (* 1997), südsudanesisch-australischer Basketballspieler
- Måkestad Bovim, Ingvill (* 1981), norwegische Mittelstreckenläuferin
- Maketaton, Prinzessin der 18. Dynastie im alten Ägypten
- Maketu, Wiremu Kingi († 1842), Mörder, erster unter britischem Recht verurteilter Māori
- Makeyev, İqor (1971–1992), russisch-aserbaidschanischer Offizier

### Makg
- Makgatho, Sefako (1861–1951), südafrikanischer Politiker, Journalist und Lehrer
- Makgill, George, 13. Viscount of Oxfuird (1934–2003), britischer Peer und Politiker (Conservative Party)
- Makgoba, Thabo (* 1960), südafrikanischer Geistlicher, Erzbischof von Kapstadt
- Makgone, Silvia (* 1963), namibische Politikerin, Vizeministerin und Lehrerin
- Makgothi, Henry (1928–2011), südafrikanischer Politiker
- Makgothi, Lesego (* 1965), lesothischer Politiker

### Makh
- Makhabane, Mamello (* 1988), südafrikanische Fußballspielerin
- Makhadmeh, Adham (* 1987), jordanischer Fußballschiedsrichter
- Makhadzi (* 1996), südafrikanische Sängerin
- Makhalisa, Barbara (* 1949), simbabwische Autorin und Übersetzerin
- Makhanya, Leonard (* 1964), eswatinischer Boxer
- Makhanya, Themba (1970–2015), eswatinischer Sprinter
- Makhathini, Nduduzo (* 1982), südafrikanischer Jazzmusiker und MusikproduzentNduduzo Makhathini (* 1982)

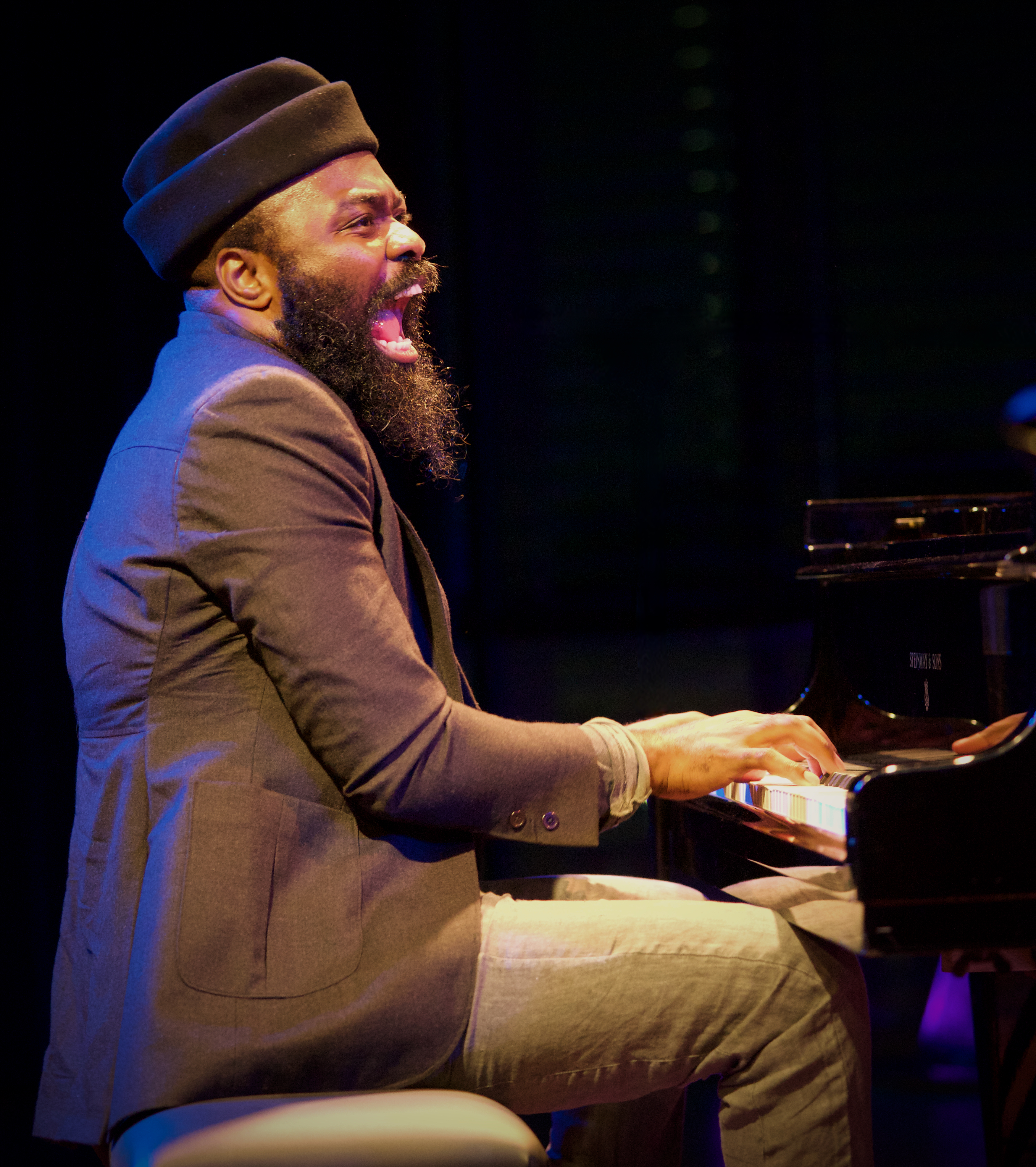
Nduduzo Makhathini (* 1982)

- Makhedjouf, Florian (* 1991), algerischer Fußballspieler
- Makhene, Tlale (* 1972), südafrikanischer Perkussionist und Jazzmusiker
- Makhethe, Tshepang (* 1996), südafrikanischer Hammerwerfer
- Makhija, Masumeh (* 1984), indische Schauspielerin
- Makhlouf, Gabriel (* 1960), britischer Beamter und Präsident der irischen Zentralbank
- Makhloufi, Taoufik (* 1988), algerischer Mittel- und Langstreckenläufer
- Makhmalbaf, Mohsen (* 1957), iranischer Filmregisseur und Autor
- Makhmalbaf, Samira (* 1980), iranische Filmregisseurin und Drehbuchautorin
- Makhoul, Ameer (* 1958), christlicher palästinensischer Israeli und Direktor der in Haifa ansässigen Nichtregierungsorganisation „Ittijah“
- Makhous, Ibrahim (1925–2013), syrischer Staatsmann
- Makhous, Monzer (* 1946), syrischer Diplomat
- Makhubela, Tiisetso (* 1997), südafrikanische Fußballspielerin
- Makhubu, Lydia (1937–2021), eswatinische Chemikerin
- Makhūl ibn Abī Muslim, islamischer Rechtsgelehrter, Mufti
- Makhweliha, Tomé (* 1945), mosambikanischer Ordensgeistlicher, emeritierter Erzbischof von Nampula
- Makhzoumi, Fouad (* 1952), libanesischer Milliardär, Geschäftsmann und Politiker

### Maki
- Maki, Ally (* 1986), US-amerikanische Schauspielerin
- Maki, Chico (1939–2015), kanadischer Eishockeyspieler
- Maki, Fumihiko (1928–2024), japanischer ArchitektFumihiko Maki (1928–2024)

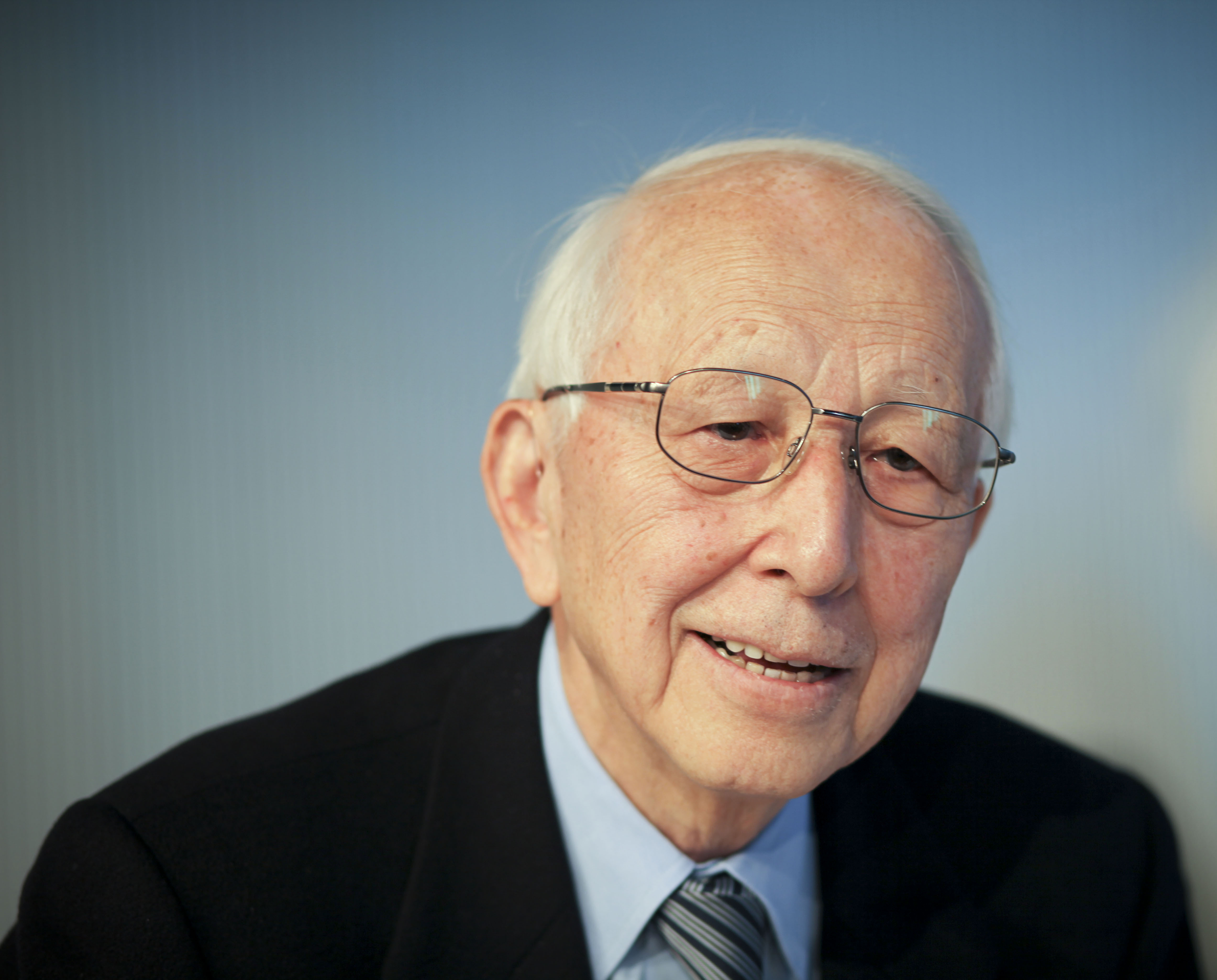
Fumihiko Maki (1928–2024)

- Maki, Izumi (1813–1864), japanischer Samurai
- Maki, Izumi (1968–2018), japanische Langstreckenläuferin
- Maki, Jim (* 1950), US-amerikanischer Skispringer
- Mäki, Joni (* 1995), finnischer Skilangläufer
- Maki, Kazumi (1936–2008), japanischer Physiker
- Mäki, Mika (* 1988), finnischer Autorennfahrer
- Maki, Miyako (* 1935), japanische Mangaka
- Maki, Moichirō (1886–1959), japanischer Herpetologe
- Mäki, Reijo (* 1958), finnischer Krimiautor
- Maki, Ryan (* 1985), US-amerikanischer Eishockeyspieler
- Maki, Ryōko (1777–1843), japanischer Kalligraph
- Maki, Seiichirō (* 1980), japanischer Fußballspieler
- Mäki, Taisto (1910–1979), finnischer Leichtathlet
- Mäki, Tauno (1912–1983), finnischer Sportschütze
- Mäki, Tomi (* 1983), finnischer Eishockeyspieler
- Maki, Wayne (1944–1974), kanadischer Eishockeyspieler
- Maki, Yōko (* 1981), japanische Comiczeichnerin
- Maki, Yōko (* 1982), japanische Schauspielerin
- Maki, Yūki (* 1984), japanischer Fußballspieler
- Maki, Yūkō (1894–1989), japanischer Bergsteiger
- Makiadi, Cédric (* 1984), kongolesischer FußballspielerCédric Makiadi (* 1984)

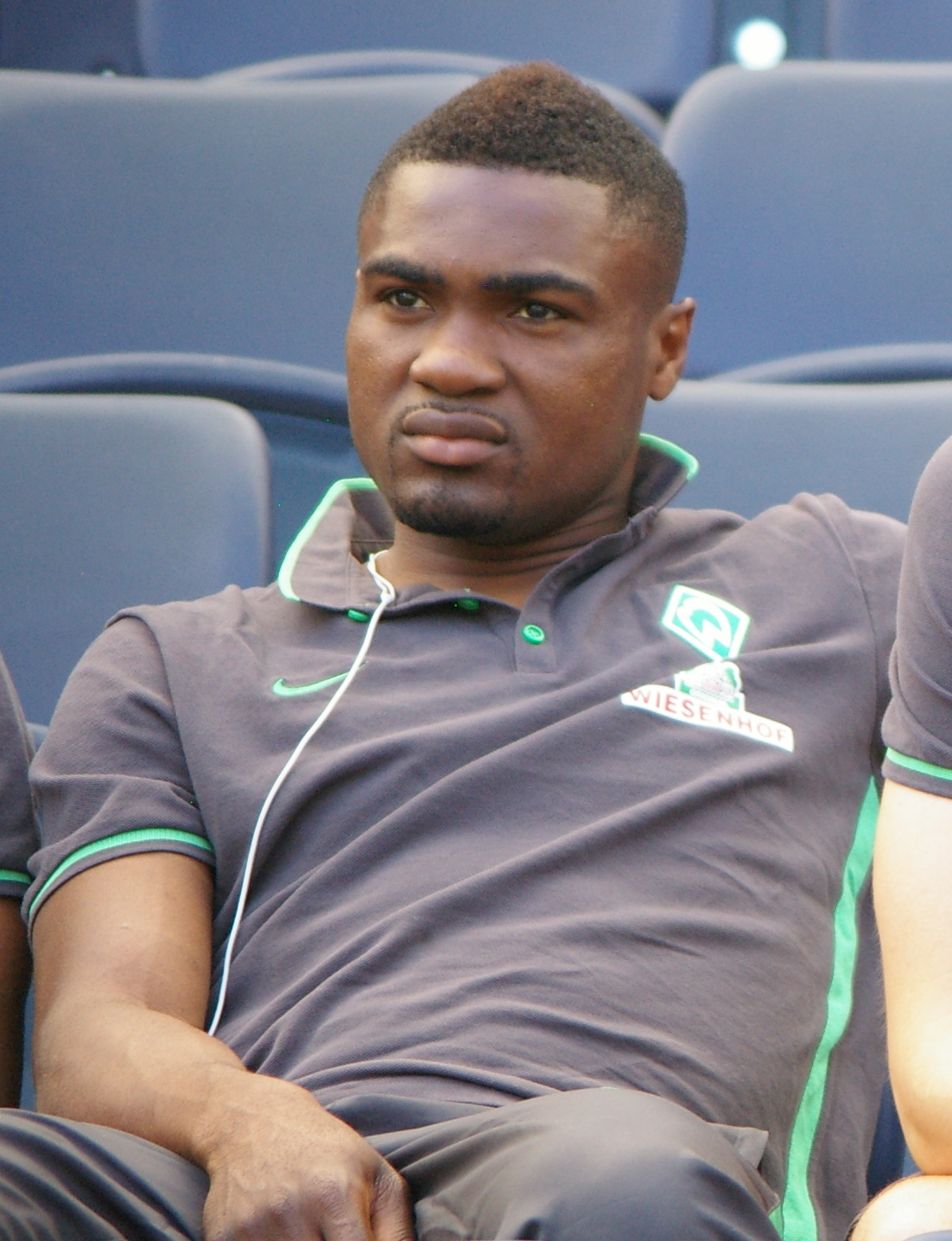
Cédric Makiadi (* 1984)

- Mäkiaho, Arttu (* 1997), finnischer Nordischer Kombinierer
- Mäkiaho, Toni (* 1975), finnischer Eishockeyspieler
- Makić, Hasan (* 1955), bosnischer Mufti
- Makienok, Simon (* 1990), dänischer Fußballspieler
- Makiese, Jérémie (* 2000), belgischer Sänger
- Makieu, Josephine (* 1959), sierra-leonische Krankenschwester und Politikerin (SLPP)
- Makigami, Koichi (* 1956), japanischer Improvisationsmusiker (Piccolotrompete, Theremin, Gesang), Dichter und Schauspieler
- Makiguchi, Tsunesaburō (1871–1944), japanischer Philosoph und Pädagoge sowie Gründer der Soka Kyoiku Gakkai
- Makihara, Toshi (* 1960), japanischer Jazz- und Improvisationsmusiker (Schlagzeug, Perkussion)
- Makil, Mathew (1851–1914), indischer katholischer Bischof und Ordensgründer in Indien
- Mäkilä, Sasha (* 1973), finnischer Dirigent
- Makin, Bathsua (* 1600), englische Gelehrte und frühe Frauenrechtlerin
- Makin, Joel (* 1994), walisischer Squashspieler
- Makin, Titus Jr. (* 1989), US-amerikanischer Schauspieler und TänzerTitus Makin Jr. (* 1989)

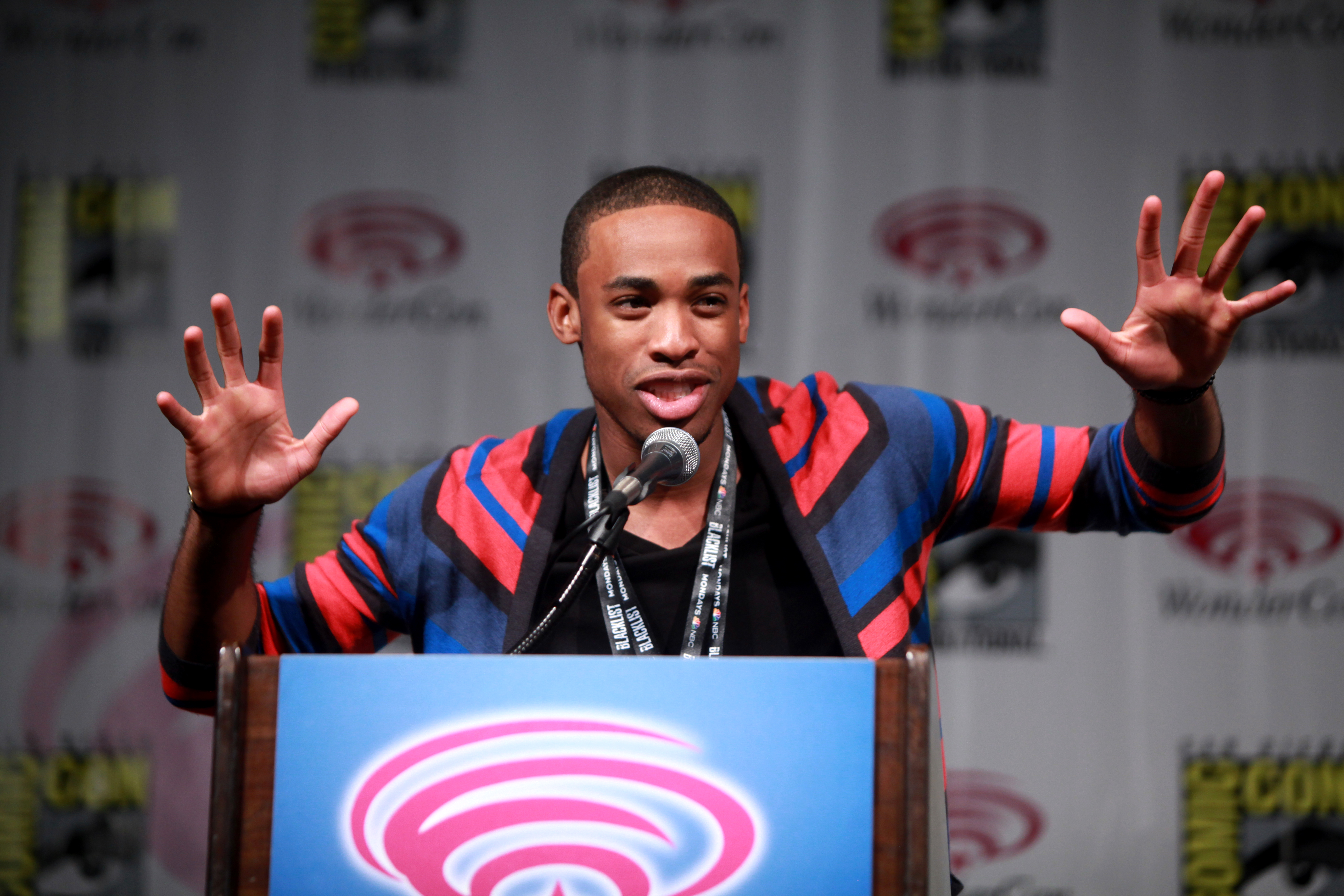
Titus Makin Jr. (* 1989)

- Makinda, Anne (* 1949), tansanische Politikerin
- Makine, Andreï (* 1957), französischer Schriftsteller
- Mäkinen, Anne (* 1976), finnische Fußballspielerin
- Mäkinen, Atte (* 1995), finnischer Eishockeyspieler
- Mäkinen, Eino (1926–2014), finnischer Gewichtheber
- Mäkinen, Jarmo (* 1958), finnischer Schauspieler
- Mäkinen, Kaarlo (1892–1980), finnischer Ringer und Olympiasieger
- Mäkinen, Kari (* 1955), finnischer Geistlicher, Erzbischof des Erzbistums Turku
- Makinen, Karl (* 1970), US-amerikanischer Schauspieler
- Mäkinen, Pertti (* 1952), finnischer Bildhauer und Medailleur
- Mäkinen, Rauno (1931–2010), finnischer Ringer
- Mäkinen, Timo (1938–2017), finnischer Rallyefahrer
- Mäkinen, Tommi (* 1964), finnischer Rallyefahrer
- Mäkinen, Tommi (* 2000), finnischer Sprinter
- Makini, Jully, salomonische Dichterin
- Makinka, Derby (1965–1993), sambischer Fußballspieler
- Makino, Eiichi (1878–1970), japanischer Jurist
- Makino, Jan (* 1975), deutscher Synchronsprecher
- Makino, Kanta (* 1997), japanischer Fußballspieler
- Makino, Keisuke (* 1969), japanischer Fußballspieler
- Makino, Masahiro (1908–1993), japanischer Film-Regisseur, Drehbuchautor und Filmdirektor
- Makino, Naoki (* 1976), japanischer Fußballspieler
- Makino, Nobuaki (1861–1949), japanischer Politiker
- Makino, Satoru (* 1990), japanischer Fußballspieler
- Makino, Shin’ichi (1896–1936), japanischer Schriftsteller
- Makino, Shinji (* 1976), japanischer Fußballspieler
- Makino, Shōzō (1878–1929), japanischer Filmregisseur und -Produzent
- Makino, Shōzō (1915–1987), japanischer Schwimmer
- Makino, Tadasuke (* 1997), japanischer Automobilrennfahrer
- Makino, Tomitarō (1862–1957), japanischer Botaniker
- Makino, Tomoaki (* 1987), japanischer Fußballspieler
- Makino, Torao (1890–1946), japanischer Maler
- Makinwa, Stephen Ayodele (* 1983), nigerianischer Fußballspieler
- Makiolla, Michael (* 1956), deutscher Politiker (SPD)
- Mäkipää, Vesa (* 1965), finnischer Ski-Orientierungsläufer
- Makishi, Yoshiharu (* 1973), japanischer Judoka
- Makita, Mitsutake (* 1908), japanischer Skispringer
- Makita, Seiichi (* 1968), japanischer Fußballspieler
- Mäkitörmä, Senja (* 1994), finnische Leichtathletin
- Makitschjan, Arschak (* 1994), russischer Klimaaktivist
- Makiuchi, Keita (* 1990), japanischer Fußballspieler
- Makiya, Mohammed (1914–2015), irakischer Architekt
- Makiyama, Kosei (* 2000), japanischer Fußballspieler

### Makj
- Makj, US-amerikanischer DJ und Musikproduzent

### Makk
- Makkai, Rebecca (* 1978), US-amerikanische Schriftstellerin
- Makkawi, Khalil (* 1930), libanesischer Diplomat
- Makkawy, Mohamed (* 1953), ägyptischer Bodybuilder
- Makkelie, Danny (* 1983), niederländischer Fußballschiedsrichter
- Makkena, Wendy (* 1958), US-amerikanische Schauspielerin
- Makker, Mick (* 1993), niederländischer Ruderer
- Makki, Hassan Muhammad (1933–2016), jemenitischer Politiker und Diplomat
- Makki, Mahmud (* 1954), ägyptischer Justizminister und Vizepräsident
- Makki, Najat (* 1956), emiratische Künstlerin
- Makko (* 1996), deutscher MusikerMakko (* 1996)

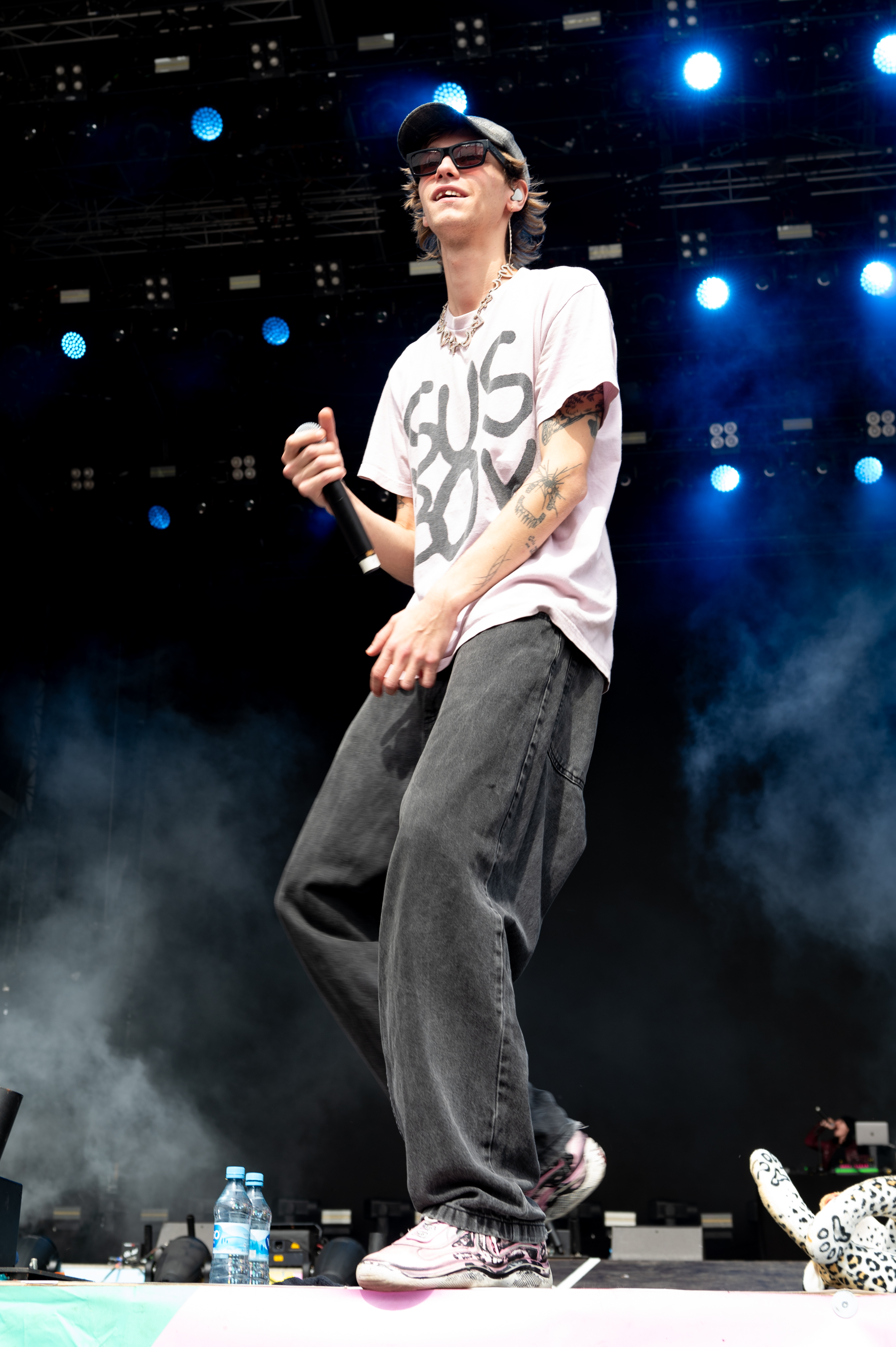
Makko (* 1996)

- Makkonen, Jussi (* 1985), finnischer Eishockeyspieler
- Makkonen, Kari (* 1955), finnischer Eishockeyspieler und -trainer
- Makkonen, Petri (* 1988), finnischer Poolbillardspieler

### Makl
- Maklakiewicz, Jan Adam (1899–1954), polnischer Komponist
- Maklakiewicz, Zdzisław (1927–1977), polnischer Film- und Theaterschauspieler
- Maklakovs, Juris (* 1964), lettischer Botschafter, ehemaliger Generalmajor und Armeebefehlshaber
- Maklakowa, Jekaterina Iljinitschna (* 2004), russische Tennisspielerin
- Maklar, Peter (* 1964), deutscher Gitarrist, Mitglied von Gruber & Maklar
- Maklári, Erik (* 1989), ungarischer Eishockeyspieler
- Maklef, Mordechai (1920–1978), israelischer Generalstabschef der Streitkräfte und Manager
- Maklev, Uri (* 1957), israelischer Politiker
- Makljukow, Alexei (* 1993), russisch-kasachischer Eishockeyspieler
- Makloth, Johann Josef (1846–1908), österreichischer Maler
- Maklouf, Raphael (* 1937), britischer Bildhauer

### Makm
- Makmale, nubische Königin

### Makn
- Maknoun, Leïla (* 1992), französisch-tunesische Fußballspielerin
- Maknuna, Sängersklavin und Konkubine
- Maknys, Algimantas (* 1949), litauischer Politiker, Bürgermeister von Druskininkai

### Mako
- Mako, Gene (1916–2013), US-amerikanischer Tennisspieler und Kunsthändler
- Mako, Paulus († 1793), ungarischer Jesuit und Hochschullehrer
- Makoare, Lawrence (* 1968), neuseeländischer SchauspielerLawrence Makoare (* 1968)

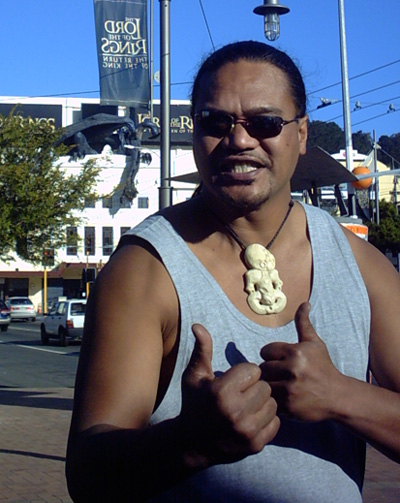
Lawrence Makoare (* 1968)

- Makoe, Amani (* 1991), fidschianischer Fußballspieler
- Makogon, Yuri (1930–2020), sowjetischer Erdölingenieur
- Makogonow, Wladimir (1904–1993), aserbaidschanischer Schachspieler
- Makohin, Jacob (1880–1956), ukrainisch-amerikanischer Adeliger, Offizier und politischer Lobbyist
- Makok, Kazanga (* 1966), kongolesischer Marathonläufer
- Makolies, Peter (* 1936), deutscher BildhauerPeter Makolies (* 1936)

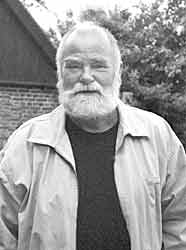
Peter Makolies (* 1936)

- Makondele, René (* 1982), kongolesischer Fußballspieler
- Makoni, Simba (* 1950), simbabwischer Politiker
- Makonnen, Endelkachew (1927–1974), äthiopischer Politiker
- Makor-Winkelbauer, Christian (* 1968), oberösterreichischer Politiker (SPÖ), oberösterreichischer Landtagsabgeordneter
- Makori, David Omiti (* 1973), kenianischer Langstreckenläufer
- Makos, Grigoris (* 1987), griechischer Fußballspieler
- Makos, Hans (* 1954), österreichischer Musiklehrer, Musikant und Komponist
- Makosch, Josef (1896–1975), deutscher SS-Führer
- Makosch, Ulrich (1933–2008), deutscher Journalist und SED-Funktionär
- Makosir (* 2001), norwegischer Sänger und Schauspieler
- Makoski, Manya (* 1984), US-amerikanische Fußballspielerin
- Makosso, Anatole Collinet (* 1965), kongolesischer PolitikerAnatole Collinet Makosso (* 1965)
- Mąkosza, Mieczysław (* 1934), Chemiker

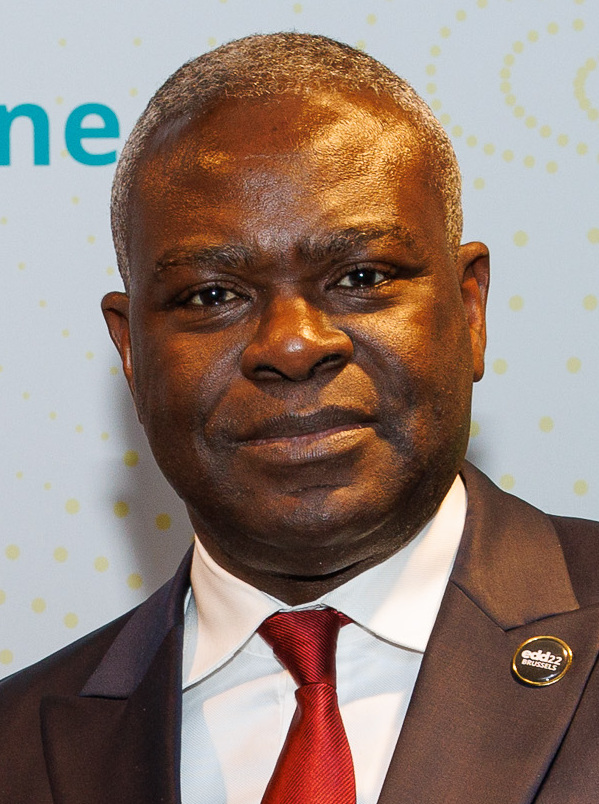
Anatole Collinet Makosso (* 1965)

- Makoto, Rodwell (* 1987), simbabwischer Schachspieler
- Makouaka, Félicien-Patrice (1922–2000), gabunischer Geistlicher, römisch-katholischer Bischof von Franceville
- Makouana, Béni (* 2002), kongolesischer Fußballspieler
- Makoumbou, Rhode (* 1976), kongolesische Künstlerin
- Makoun, Jean (* 1983), kamerunischer Fußballspieler
- Makounawode, Felicité (* 1971), zentralafrikanische Judoka
- Makoundou, Yoan (* 2000), französischer Basketballspieler
- Makovec, Kristijan (* 1996), kroatischer Fußballspieler
- Makovec, Sara (* 2000), slowenische Fußballspielerin
- Makovecz, Imre (1935–2011), ungarischer Architekt
- Makovetz, Gyula (1860–1903), ungarischer Schachmeister
- Makovicky, Emil (* 1940), slowakischer Mineraloge
- Makovicky, Peter, US-amerikanischer Paläontologe
- Makovora, Leeroy (* 2002), schottischer Fußballspieler
- Makovski, Maika (* 1983), spanische Sängerin, Musikerin und Komponistin
- Makovsky, Judianna (* 1967), US-amerikanische Kostümbildnerin
- Makow, Pawlo (* 1958), ukrainischer Künstler
- Makowej, Ossyp (1867–1925), ukrainischer Dichter und Übersetzer
- Makowejew, Andrei Alexandrowitsch (* 1982), russischer Biathlet
- Makower, Hermann (1830–1897), deutscher Jurist
- Makowezkyj, Wytalyj (* 1967), sowjetischer Eisschnellläufer
- Makowicz, Adam (* 1940), polnischer Jazzpianist
- Makowicz, Bartosz (* 1981), polnischer Jurist und Hochschullehrer
- Makowiczka, Franz (1811–1890), deutscher Nationalökonom und Politiker
- Makowiecki, Frédéric (* 1980), französischer Automobilrennfahrer
- Makowka, Maik (* 1979), deutscher Handballspieler und -trainer
- Makowos, Juli (1937–2022), russischer Mathematiker
- Makowska, Barbara (* 1967), polnische Volleyballspielerin und -trainerin
- Makowska, Helena (1893–1964), polnische Schauspielerin
- Makowska, Maria (* 1969), polnische Fußballspielerin
- Makowska-Ławrynowicz, Krystyna (* 1947), polnische Pianistin und Musikpädagogin
- Makowskaja, Alexandra Jegorowna (1837–1915), russische Malerin
- Mąkowski, Andrzej (* 1957), polnischer Radrennfahrer
- Makowski, Bronisław (1905–1944), polnischer Fußballspieler
- Makowski, David (* 1989), US-amerikanischer Eishockeyspieler
- Makowski, Dmitri Sergejewitsch (* 2000), russischer Fußballspieler
- Makowski, Henry (1927–2023), deutscher Naturkundler
- Makowski, Henryk (1910–1997), polnischer Paläontologe und Geologe
- Makowski, Janusz (1912–1972), polnischer Journalist und römisch-katholischer Politiker
- Makowski, Konstantin Jegorowitsch (1839–1915), russischer Maler
- Makowski, Norbert (1932–2016), deutscher Pflanzenbauwissenschaftler und Autor
- Makowski, Tadeusz (1882–1932), polnischer Maler
- Makowski, Tomasz (* 1970), polnischer Bibliothekar, Generaldirektor der polnischen Nationalbibliothek
- Makowski, Tomasz (* 1973), polnischer Politiker (Ruch Palikota), Mitglied des Sejm
- Makowski, Wacław (1880–1942), polnischer Jurist und Politiker
- Makowski, Wladimir Jegorowitsch (1846–1920), russischer Maler
- Makowski, Wladimir Matwejewitsch (1870–1941), russisch-sowjetischer Maschinenbauingenieur und Hochschullehrer
- Makowsky, Arno (* 1961), deutscher Journalist und Autor
- Makowsky, Daniel (* 1978), Schweizer Pokerspieler
- Makowsky, Jutta (1928–2013), deutsche Journalistin und Autorin
- Makowsky, Lucas (* 1987), kanadischer Eisschnellläufer
- Makowsky, Mark (* 1984), deutscher Rechtswissenschaftler
- Makozi, Alexius Obabu (1932–2016), nigerianischer Geistlicher, römisch-katholischer Bischof von Port Harcourt

### Makr
- Makra, László (* 1952), ungarischer Klimatologe und Hochschullehrer
- Makra, Manfred (* 1956), österreichischer Maler und Grafiker
- Makraki, Maria (* 1970), griechische Dirigentin
- Makreckis, Čebrails (* 2000), lettischer FußballspielerČebrails Makreckis (* 2000)

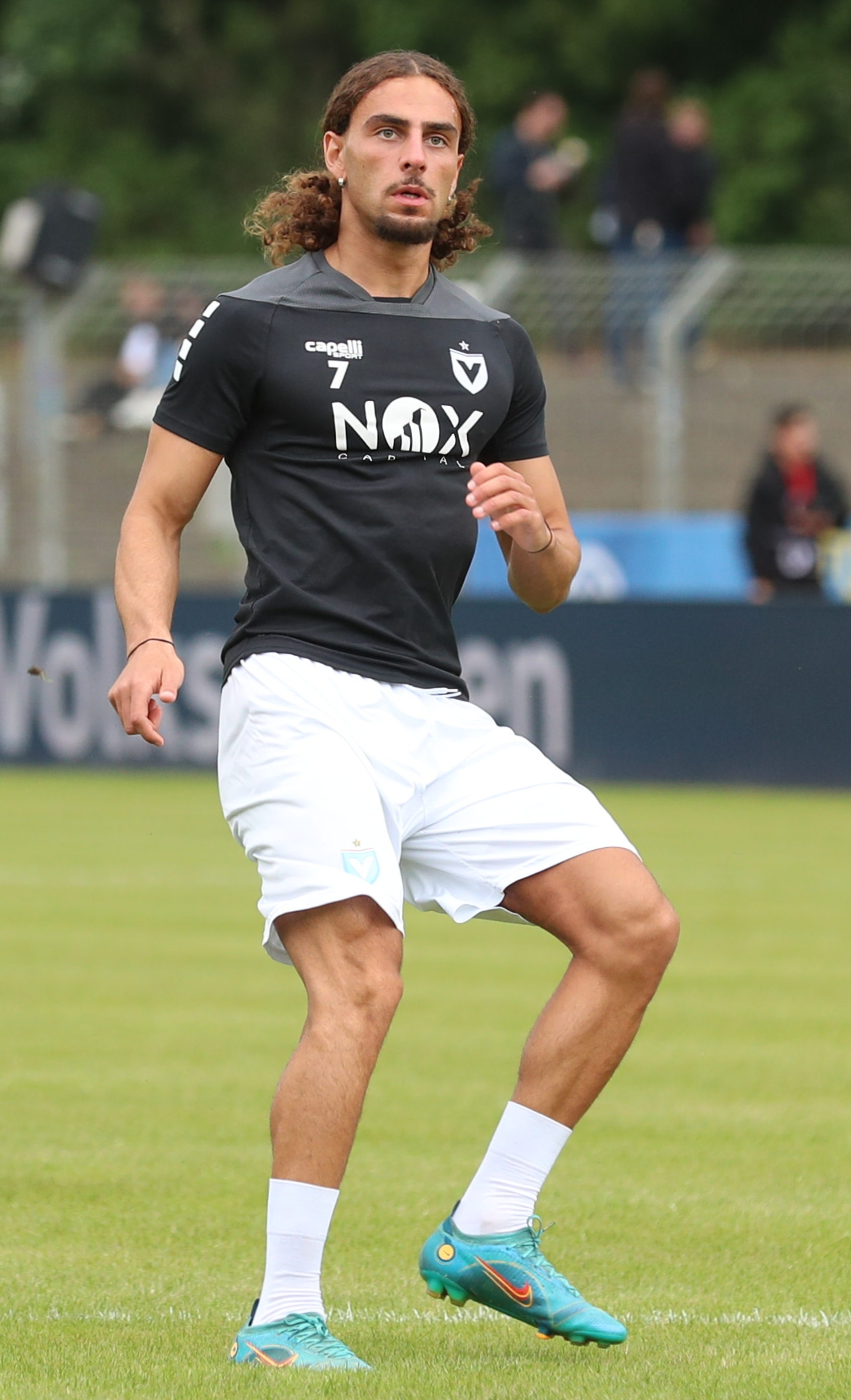
Čebrails Makreckis (* 2000)

- Makrian, Gaukönig der Bucinobanten
- Makrickas, Petras Kazys, litauischer Politiker
- Makrickas, Rolandas (* 1972), litauischer römisch-katholischer Geistlicher, KurienkardinalRolandas Makrickas (* 1972)

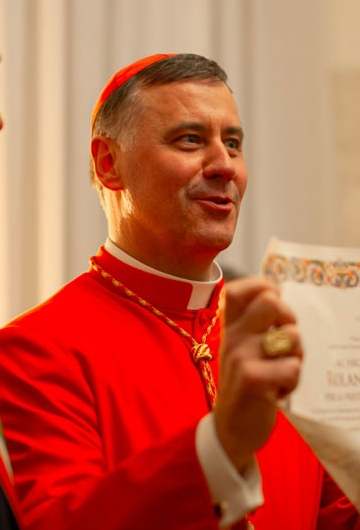
Rolandas Makrickas (* 1972)

- Makrides, Constantinos (* 1982), zyprischer Fußballspieler
- Makrides, Lydia Maria (* 2002), deutsche Schauspielerin
- Makrides, Vasilios N. (* 1961), orthodoxer Theologe und Religionswissenschaftler
- Makridi, Theodor (1872–1940), griechisch-osmanischer Museumskurator
- Makridis, Charalambos (* 1996), deutsch-griechischer Fußballspieler
- Makridis, Georgios (* 2004), griechischer Fußballspieler
- Makridis, Vasilios (* 1939), griechischer Skirennläufer
- Makrina die Ältere, Persönlichkeit der Alten Kirche; Heilige
- Makrina die Jüngere († 379), Heilige, Jungfrau
- Makris, Georgios (* 1950), griechischer Byzantinist und Neogräzist
- Makris, Theodoros, griechischer Stabhochspringer
- Makriyannis, Alexandros (* 1939), Chemiker und Professor an der Northeastern University in Boston
- Makrogusowa, Nadeschda Alexejewna (* 1997), russische Beachvolleyballspielerin
- Makron, griechischer Vasenmaler
- Makropoulos, Georgios (* 1953), griechischer Schachfunktionär und -spieler
- Makropoulos, Michael (* 1955), deutscher Soziologe, Philosoph und Kulturwissenschaftler griechischer Herkunft
- Makropoulou, Marina (* 1960), griechische Schachspielerin
- Makrov, Andrei (* 1979), estnischer Eishockeyspieler
- Makrygiannis, Ioannis (1797–1864), griechischer Offizier, Politiker und Freiheitskämpfer
- Makryzki, Aljaksandr (* 1971), belarussischer Eishockeyspieler

### Maks
- MAKSA (1957–2012), deutsch-russische Malerin der Moderne
- Maksagak, Helen (1931–2009), kanadische Politikerin
- Maksakowa, Marija Petrowna (1902–1974), sowjetische Opernsängerin (Alt)
- Maksakowa-Igenbergs, Marija Petrowna (* 1977), deutsch-russische Opernsängerin und ehemalige Politikerin der Partei Einiges Russland
- Maksel, Krzysztof (* 1991), polnischer Bahnradsportler
- Maksić, Nenad (* 1972), serbischer Handballspieler und -trainer
- MakSim (* 1983), russische SängerinMakSim (* 1983)

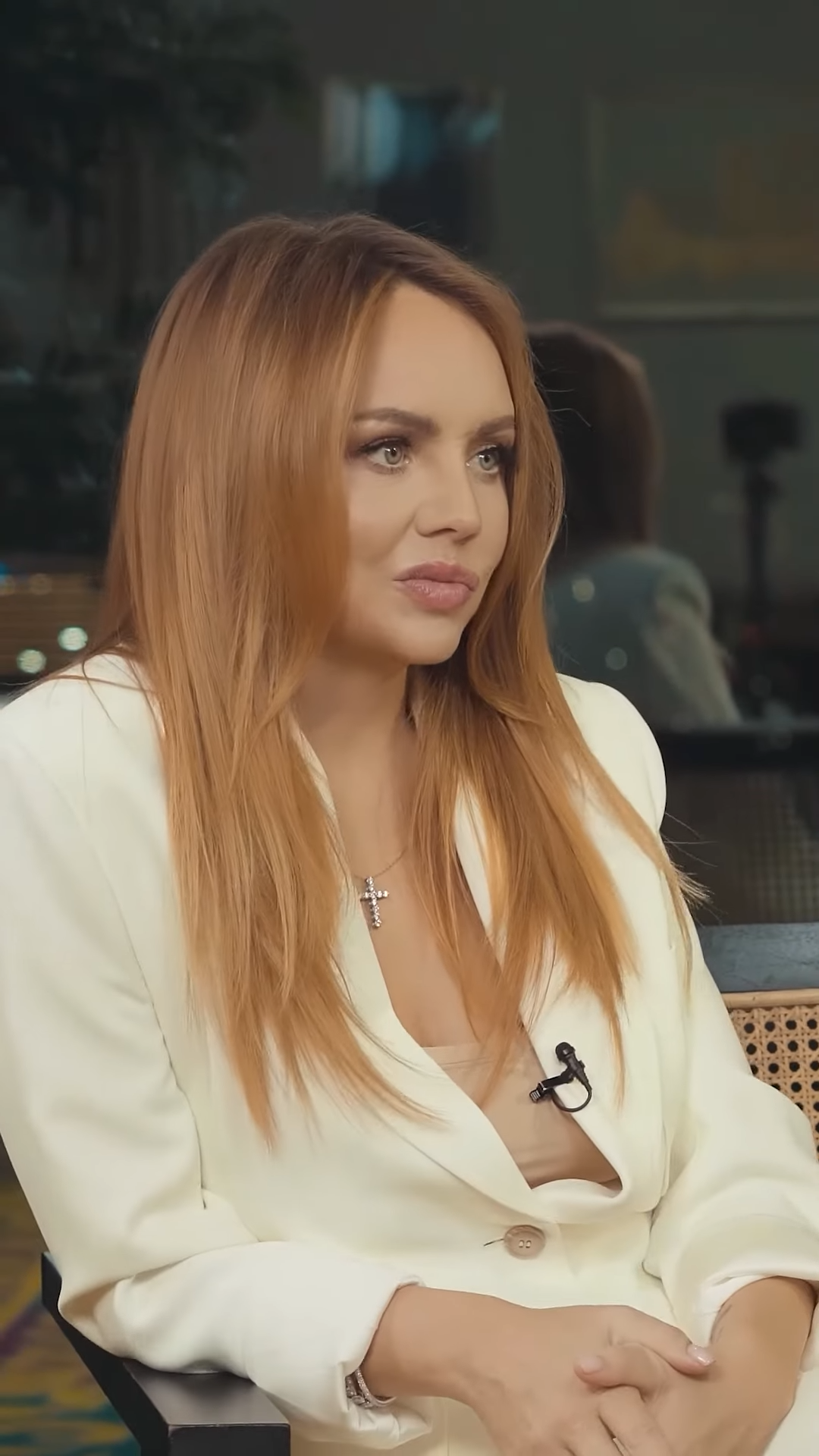
MakSim (* 1983)

- Maksimaitis, Mindaugas (* 1933), litauischer Rechtshistoriker
- Maksimawa, Jana (* 1989), belarussische Siebenkämpferin
- Maksimenko, Vitālijs (* 1990), lettischer Fußballspieler
- Maksimov, Albert (* 1963), ukrainischer Mundharmonikaspieler und Saxophonistin
- Maksimov, Metodi (* 2002), nordmazedonischer Fußballspieler
- Maksimović, Andrija (* 2007), serbischer Fußballspieler
- Maksimovic, Damian (* 2004), österreichischer Fußballspieler
- Maksimović, Desanka (1898–1993), serbische Dichterin und Schriftstellerin
- Maksimović, Goran (* 1963), serbischer Sportschütze und Trainer
- Maksimović, Ivana (* 1990), serbische Sportschützin
- Maksimovic, Ivica (* 1953), deutscher Kommunikationsdesigner und Hochschullehrer
- Maksimović, Marko (* 2006), serbischer Tennisspieler
- Maksimović, Nemanja (* 1995), serbischer Fußballspieler
- Maksimović, Nikola (* 1991), serbischer Fußballspieler
- Maksimović, Suzana (* 1962), serbische Schachspielerin
- Maksimovski, Georgi-Rene (* 1966), estnischer Gentleman
- Maksimowitsch, Denis (* 1978), belarussischer Handballspieler und -trainer
- Maksina, Mariia (* 1997), russische TurniertänzerinMariia Maksina (* 1997)

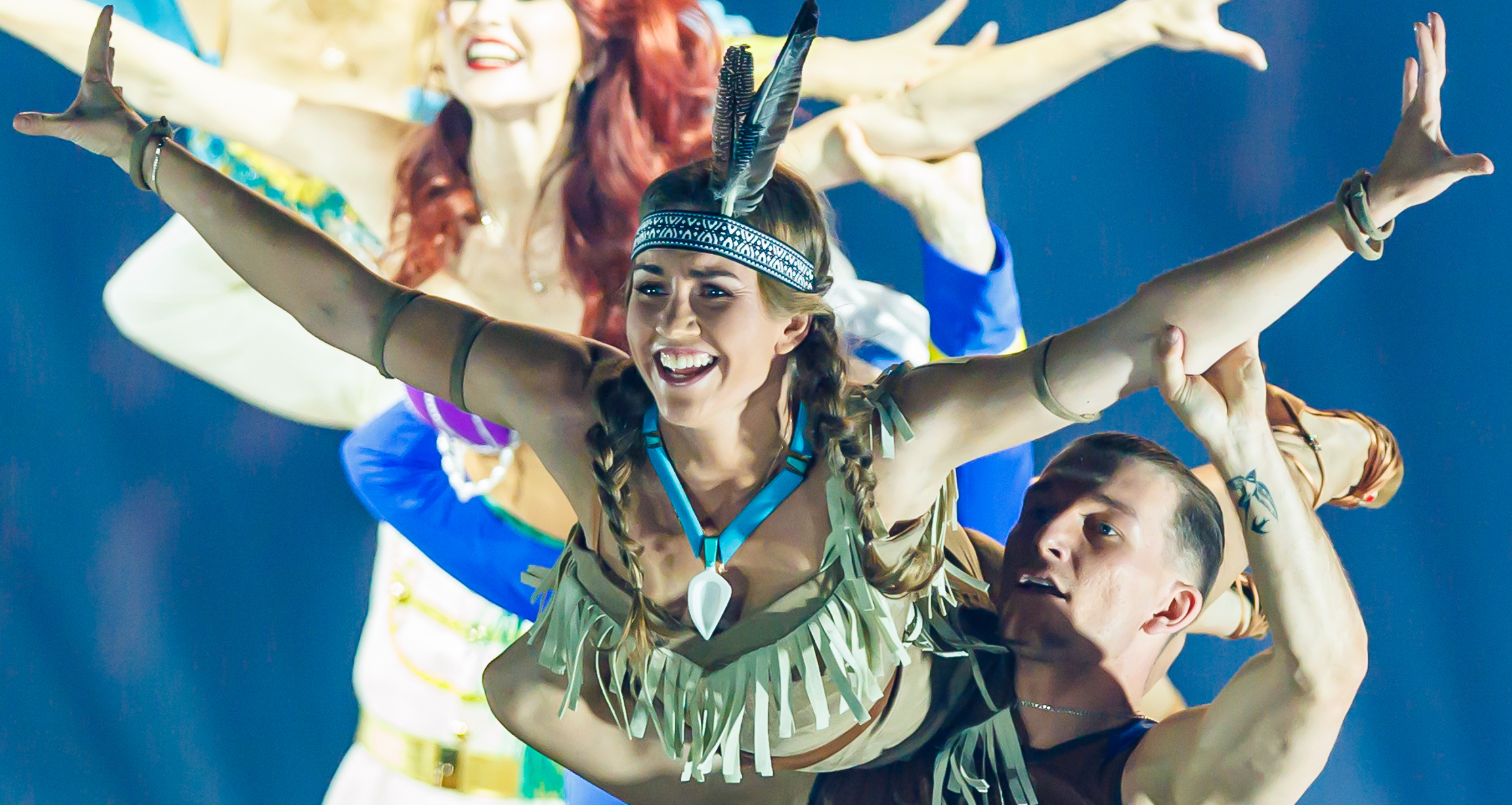
Mariia Maksina (* 1997)

- MaKss Damage (* 1988), deutscher Rapper und Neonazi
- Maksudov, Alisher (* 1974), usbekischer Staatsmann, Vorsitzender des Staatsausschusses der Republik Usbekistan für Ökologie und Umweltschutz
- Maksutaj, Azem (* 1975), Schweizer Thaiboxer kosovo-albanischer Abstammung
- Maksutow, Dmitri Dmitrijewitsch (1896–1964), russischer Optiker
- Maksutow, Dmitri Petrowitsch (1832–1889), Offizier der Kaiserlich Russischen Marine
- Maksutowa, Dina (* 1969), kirgisische Judoka
- Maksvytis, Kazys (* 1960), litauischer Politiker
- Maksymenko, Andrij (* 1969), ukrainischer Schachgroßmeister
- Maksymiuk, Jerzy (* 1936), polnischer Dirigent
- Maksymow, Beata (1967–2024), polnische Judoka
- Maksymow, Iwan (* 1963), ukrainischer Biathlet
- Maksymowytsch, Mychajlo (1804–1873), russisch-polnisch-ukrainischer Schriftsteller und Wissenschaftler
- Maksymowytsch, Wsewolod (1894–1914), ukrainischer Künstler

### Makt
- Maktoum, Hasher Al (* 1985), Automobilrennfahrer aus den Vereinigten Arabischen Emiraten
- Maktum bin Hascher († 1906), Scheich von Dubai
- Maktum, Ahmed Al (* 1963), Sportschütze aus den Vereinigten Arabischen Emiraten
- Maktum, Ahmed bin Raschid Al (* 1950), Polizeibeamter und Fußballfunktionär des Emirats Dubai

### Maku
- Makuba, Lino (* 1982), äquatorialguineischer Fußballspieler
- Makuc, Domen (* 2000), slowenischer Handballspieler
- Makúch, Jozef (* 1953), slowakischer Finanzwissenschaftler
- Makuch-Korulska, Wanda (1919–2007), polnische Neurologin
- Makudi, Worawi (* 1951), thailändischer Fußballfunktionär
- Makuka, Steve (* 1994), uruguayischer Fußballspieler
- Makukula, Ariza (* 1981), kongolesisch-portugiesischer Fußballspieler
- Makula, Jerzy (* 1952), polnischer Segelkunstflieger
- Makulis, Jimmy (1935–2007), griechischer Schlagersänger
- Makuma Mpasa, Ritchie (* 1985), französisch-kongolesischer Fußballspieler
- Makumba, Hellen (* 1996), sambische Sprinterin
- Makumbi, Godfrey (1962–2015), anglikanischer Bischof in Uganda
- Makūnas, Valerijus (* 1955), litauischer Politiker
- Makunina, Alexandra Alexandrowna (1917–2000), sowjetische bzw. russische Geographin und Hochschullehrerin
- Makunz, Lilit (* 1983), armenische Politikerin, Botschafterin und Kultusministerin
- Makurath, Michael (* 1959), deutscher Kommunalpolitiker und Oberbürgermeister von Ditzingen
- Makusha, Ngoni (* 1994), simbabwischer Leichtathlet
- Makusha, Ngonidzashe (* 1987), simbabwischer Leichtathlet
- Makuszewski, Maciej (* 1989), polnischer Fußballspieler
- Makuszyński, Kornel (1884–1953), polnischer Dichter, Theaterkritiker und Schriftsteller
- Makuz, Bohdan (* 1960), sowjetischer Turner aus der Ukraine
- Makuza, Bernard (* 1961), ruandischer Politiker, Premierminister von Ruanda
- Makuzeni, Siya (* 1982), südafrikanische Jazzmusikerin

### Makw
- Makwala, Isaac (* 1986), botswanischer Leichtathlet
- Makwarth, Miskow (1905–1992), dänischer Schauspieler, Regisseur, Drehbuchautor und Synchronsprecher
- Makwenda, Jessica (* 2005), malawische Schwimmerin
- Makwetta, Jackson (* 1943), tansanischer Politiker

### Maky
- Mäkynen, Teppo (* 1974), finnischer Jazzmusiker (Schlagzeug), DJ und Musikproduzent
- Makyo, Pierre (* 1952), französischer Comicautor und Comiczeichner